# Liste der Minuskelhandschriften des Neuen Testaments

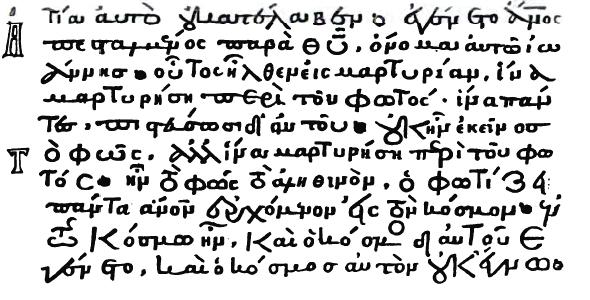
Codex Ebnerianus, Minuskel 105, 12. Jahrhundert, Johannes 1,5b–10

Die Minuskelhandschriften des Neuen Testaments entstanden größtenteils zwischen dem 9. und 16. Jahrhundert. Ein Großteil wurde auf Pergament geschrieben, doch fand ab dem 12. Jahrhundert auch Papier Verwendung. Die Form jener Handschriften ist der Kodex. Sie wurden in kleinen kursiven griechischen Buchstaben, den Minuskeln, geschrieben. Über 80 Prozent der Handschriften bieten ausschließlich den Mehrheitstext, das heißt den byzantinischen Reichstext. Heute sind insgesamt 2911 Minuskelhandschriften mit Texten des Neuen Testaments bekannt.
Die neutestamentlichen Manuskripte werden in vier Gruppen eingeteilt: Papyri, Majuskel- bzw. Unzialhandschriften, Minuskeln und Lektionare. Die Papyri des Neuen Testaments sind auf Papyrus geschrieben, sie sind im Allgemeinen älteren Ursprungs. Die Unzialhandschriften des Neuen Testaments unterscheiden sich von den Minuskeln durch die Form der Buchstaben. Sie sind geschrieben in Unzialen oder Majuskeln (d. h. fast nur Großbuchstaben) und ebenfalls in den meisten Fällen älter als die Minuskeln. Die Lektionare des Neuen Testaments sind zu einem geringen Teil in Unzialen, in den meisten Fällen aber in Minuskeln geschrieben und zumeist jüngeren Ursprungs. Sie haben keinen fortlaufenden Text, sondern bieten einzelne Abschnitte des Bibeltexts entsprechend der Verwendung im Gottesdienst.
Minuskelhandschriften können Kommentare und anderes Zusatzmaterial enthalten, zum Beispiel ein Prolegomena der vier Evangelien, das Epistula ad Carpianum, eine Liste der Siebzig Apostel, Kurzbiographien der Apostel oder eine Zusammenfassung der Missionsreisen des Paulus. Seit dem 9. Jahrhundert enthalten einige Manuskripte Hinweise auf das Datum und die Niederschrift der verschiedenen Bücher des Neuen Testaments. Manche Manuskripte informieren auch über den Namen ihres eigenen Schreibers sowie das Erstellungsdatum. Doch der Byzantiner Tradition folgend wird das Jahr vom damals angenommenen Datum der Erschaffung der Welt (5508 v. Chr.) gerechnet. Nur einige wenige Minuskeln beziehen sich auf die Geburt Christi. 2006 wurde die Minuskel 2427 als Fälschung des 19. Jahrhunderts identifiziert.

## Klassifizierung und Ordnung der Minuskelhandschriften
Für die gedruckten Ausgaben des neuen Testaments verwendete seit der Ausgabe des Erasmus jede Ausgabe ihre eigene Liste und ein eigenes Nummerierungssystem. Manuskripte hatten unterschiedliche Nummern in verschiedenen Ausgaben, oder eine Ausgabe konnte ein Manuskript unter verschiedenen Nummern führen. Dieses führte im Laufe der Zeit und mit der wachsenden Zahl von bekannten und verwendeten Handschriften zu immer mehr Aufwand und Verwirrung.

Gegen Anfang des 20. Jahrhunderts gab es durch  Caspar René Gregory eine umfassende Reform der Handschriftenbezeichnung. Jedes Manuskript hat seither eine eigene und eindeutige Nummer, die in allen wissenschaftlichen Publikationen und Bibelausgaben verwendet wird. Dieses System wurde nochmals in einigen Details von Kurt Aland korrigiert, ergänzt und fortgesetzt,  so dass die heutige Zählweise nach Gregory-Aland benannt ist. Neu gefundene Handschriften bekommen seither vom Institut für Neutestamentliche Textforschung (INTF) in Münster eine Nummer zugewiesen. Falls ein Fragment später einer bereits bekannten Handschrift zugeordnet werden kann, wird es dieser zugeordnet und die Nummer nicht mehr weiterverwendet. Zurzeit sind dort 2907 Minuskelhandschriften katalogisiert.

## Liste der Minuskelhandschriften des Neuen Testaments
- Die Nummern (erste Spalte) folgen dem Standardsystem von Gregory und Aland.
- Paläographische Datierungen (Spalte „Alter“) wurden in der Regel auf ganze Jahrhunderte gerundet.
- Die Spalte „Inhalt“ bezieht sich im Allgemeinen nur auf Teile des Neuen Testaments (Evangelien, Apostelgeschichte, Paulusbriefe und so weiter). In einigen Fällen existiert nur noch ein Teil des Kodex, so dass nur noch einige Bücher, Kapitel oder gar nur Verse überlebten. Verlinkte Artikel, so sie existieren, beschreiben den Inhalt im Detail und die enthaltenen Verse.
- Das Zeichen † in der Spalte „Inhalt“ zeigt an, dass der Text nicht vollständig ist.

| #         | Alter           | Inhalt                                                                 | Institution, Signatur                                                                                          | Stadt              | Land                                 |
| --------- | --------------- | ---------------------------------------------------------------------- | --- | ------------------ | ------------------------------------ |
| 1         | 12. Jh.         | Neues Testament außer Offenbarung des Johannes                         | Universitätsbibliothek Basel A. N. IV. 2                                                                       | Basel              | Schweiz                              |
| 2         | um 1100         | Evangelien                                                             | Universitätsbibliothek Basel A. N. IV. 1                                                                       | Basel              | Schweiz                              |
| 3         | 12. Jh.         | Evangelien, Apostelgeschichte, Katholische Briefe, Paulusbriefe        | Österreichische Nationalbibliothek, Cod. Suppl. Gr. 52                                                         | Wien               | Österreich                           |
| 4         | 13. Jh.         | Evangelien                                                             | Bibliothèque nationale de France, Gr. 84                                                                       | Paris              | Frankreich                           |
| 5         | 14. Jh.         | Neues Testament außer Offenbarung                                      | Bibliothèque nationale de France, Gr. 106                                                                      | Paris              | Frankreich                           |
| 6         | 13. Jh.         | Neues Testament außer Offenbarung                                      | Bibliothèque nationale de France, Gr. 112                                                                      | Paris              | Frankreich                           |
| 7         | 12. Jh.         | Evangelien                                                             | Bibliothèque nationale de France, Gr. 71                                                                       | Paris              | Frankreich                           |
| 8         | 11. Jh.         | Evangelien                                                             | Bibliothèque nationale de France, Gr. 49                                                                       | Paris              | Frankreich                           |
| 9         | 1167            | Evangelien                                                             | Bibliothèque nationale de France, Gr. 83                                                                       | Paris              | Frankreich                           |
| 9abs      | 15. Jh.         | Evangelium nach Matthäus (gr-l)                                        | Bodleian Library, Lyell 95                                                                                     | Oxford             | Großbritannien                       |
| 10        | 13. Jh.         | Evangelien                                                             | Bibliothèque nationale de France, Gr. 91                                                                       | Paris              | Frankreich                           |
| 11        | 12. Jh.         | Evangelien                                                             | Bibliothèque nationale de France, Gr. 121.122                                                                  | Paris              | Frankreich                           |
| 12        | 14. Jh.         | Evangelien                                                             | Bibliothèque nationale de France, Gr. 230                                                                      | Paris              | Frankreich                           |
| 13        | 13. Jh.         | Evangelien                                                             | Bibliothèque nationale de France, Gr. 50                                                                       | Paris              | Frankreich                           |
| 14        | 964             | Evangelien                                                             | Bibliothèque nationale de France, Gr. 70                                                                       | Paris              | Frankreich                           |
| 15        | 12. Jh.         | Evangelien                                                             | Bibliothèque nationale de France, Gr. 64                                                                       | Paris              | Frankreich                           |
| 16        | 14. Jh.         | Evangelien                                                             | Bibliothèque nationale de France, Gr. 54                                                                       | Paris              | Frankreich                           |
| 17        | 15. Jh.         | Evangelien                                                             | Bibliothèque nationale de France, Gr. 55                                                                       | Paris              | Frankreich                           |
| 18        | 1364            | Neues Testament                                                        | Bibliothèque nationale de France, Gr. 47                                                                       | Paris              | Frankreich                           |
| 19        | 12. Jh.         | Evangelien                                                             | Bibliothèque nationale de France, Gr. 189                                                                      | Paris              | Frankreich                           |
| 20        | 11. Jh.         | Evangelien                                                             | Bibliothèque nationale de France, Gr. 188                                                                      | Paris              | Frankreich                           |
| 21        | 12. Jh.         | Evangelien                                                             | Bibliothèque nationale de France, Gr. 68                                                                       | Paris              | Frankreich                           |
| 22        | 12. Jh.         | Evangelien                                                             | Bibliothèque nationale de France, Gr. 72                                                                       | Paris              | Frankreich                           |
| 23        | 11. Jh.         | Evangelien †                                                           | Bibliothèque nationale de France, Gr. 77                                                                       | Paris              | Frankreich                           |
| 24        | 10. Jh.         | Evangelien †                                                           | Bibliothèque nationale de France, Gr. 178                                                                      | Paris              | Frankreich                           |
| 25        | 11. Jh.         | Evangelien †                                                           | Bibliothèque nationale de France, Gr. 191                                                                      | Paris              | Frankreich                           |
| 26        | 11. Jh.         | Evangelien                                                             | Bibliothèque nationale de France, Gr. 78                                                                       | Paris              | Frankreich                           |
| 27        | 10. Jh.         | Evangelien                                                             | Bibliothèque nationale de France, Gr. 115                                                                      | Paris              | Frankreich                           |
| 28        | 11. Jh.         | Evangelien                                                             | Bibliothèque nationale de France, Gr. 379                                                                      | Paris              | Frankreich                           |
| 29        | 10. Jh.         | Evangelien                                                             | Bibliothèque nationale de France, Gr. 89                                                                       | Paris              | Frankreich                           |
| 30        | 13. Jh.         | Evangelien                                                             | Bibliothèque nationale de France, Gr. 100                                                                      | Paris              | Frankreich                           |
| 30abs     | 15. Jh.         | Evangelien                                                             | Cambridge University Library, Kk. 5.35                                                                         | Cambridge          | Großbritannien                       |
| 31        | 13. Jh.         | Evangelien                                                             | Bibliothèque nationale de France, Gr. 94                                                                       | Paris              | Frankreich                           |
| 32        | 12. Jh.         | Evangelien                                                             | Bibliothèque nationale de France, Gr. 116                                                                      | Paris              | Frankreich                           |
| 33        | 9. Jh.          | Neues Testament (außer Offenbarung)                                    | Bibliothèque nationale de France, Gr. 14                                                                       | Paris              | Frankreich                           |
| 34        | 10. Jh.         | Evangelien                                                             | Bibliothèque nationale de France, Coislin Gr. 195                                                              | Paris              | Frankreich                           |
| 35        | 11. Jh.         | Neues Testament                                                        | Bibliothèque nationale de France, Coislin Gr. 199                                                              | Paris              | Frankreich                           |
| 36        | 12. Jh.         | Evangelien                                                             | Bibliothèque nationale de France, Coislin Gr. 20                                                               | Paris              | Frankreich                           |
| 37        | 11. Jh.         | Evangelien                                                             | Bibliothèque nationale de France, Coislin Gr. 21                                                               | Paris              | Frankreich                           |
| 38        | 12. Jh.         | Evangelien, Apostelgeschichte, Paulusbriefe                            | Bibliothèque nationale de France, Coislin Gr. 200                                                              | Paris              | Frankreich                           |
| 39        | 11. Jh.         | Evangelien                                                             | Bibliothèque nationale de France, Coislin Gr. 23                                                               | Paris              | Frankreich                           |
| 40        | 11. Jh.         | Evangelien                                                             | Bibliothèque nationale de France, Coislin Gr. 22                                                               | Paris              | Frankreich                           |
| 41        | 11. Jh.         | Evangelien                                                             | Bibliothèque nationale de France, Coislin Gr. 24                                                               | Paris              | Frankreich                           |
| 42        | 11. Jh.         | Apostelgeschichte, Paulusbriefe, Offenbarung des Johannes              | Stadtarchiv Frankfurt (Oder), Ms 17                                                                            | Frankfurt (Oder)   | Deutschland                          |
| 43        | 11. Jh.         | Evangelien, Apostelgeschichte, Paulusbriefe                            | Bibliothèque de l’Arsenal, 8409.8410                                                                           | Paris              | Frankreich                           |
| 44        | 12. Jh.         | Evangelien                                                             | British Library, Add. 4949                                                                                     | London             | Großbritannien                       |
| 45        | 13. Jh.         | Evangelien †                                                           | Bodleian Library, Barocci 31                                                                                   | Oxford             | Großbritannien                       |
| 46        | um 1300         | Evangelien                                                             | Bodleian Library, Barocci 29                                                                                   | Oxford             | Großbritannien                       |
| 47        | 15. Jh.         | Evangelien                                                             | Bodleian Library, Auct. D. 5. 2                                                                                | Oxford             | Großbritannien                       |
| 48        | 12. Jh.         | Evangelien                                                             | Bodleian Library, Auct. D. 2. 17                                                                               | Oxford             | Großbritannien                       |
| 49        | 12. Jh.         | Evangelien                                                             | Bodleian Library, Roe 1                                                                                        | Oxford             | Großbritannien                       |
| 50        | 11. Jh.         | Evangelien                                                             | Bodleian Library, Laud. Gr. 33                                                                                 | Oxford             | Großbritannien                       |
| 51        | 13. Jh.         | Evangelien, Apostelgeschichte, Paulusbriefe                            | Bodleian Library, Laud. Gr. 31                                                                                 | Oxford             | Großbritannien                       |
| 52        | 1285/1286       | Evangelien                                                             | Bodleian Library, Laud. Gr. 3                                                                                  | Oxford             | Großbritannien                       |
| 53        | 13./14. Jh.     | Evangelien                                                             | Bodleian Library, Selden Supra 28                                                                              | Oxford             | Großbritannien                       |
| 54        | 1337/1338       | Evangelien                                                             | Bodleian Library, Selden Supra 29                                                                              | Oxford             | Großbritannien                       |
| 55        | 14. Jh.         | Evangelien                                                             | Bodleian Library, Selden Supra 6                                                                               | Oxford             | Großbritannien                       |
| 56        | 15. Jh.         | Evangelien                                                             | Lincoln College, Gr. 18                                                                                        | Oxford             | Großbritannien                       |
| 57        | 12. Jh.         | Evangelien, Apostelgeschichte, Paulusbriefe                            | Magdalen College, Gr. 9                                                                                        | Oxford             | Großbritannien                       |
| 58        | 15. Jh.         | Evangelien                                                             | New College, 68                                                                                                | Oxford             | Großbritannien                       |
| 59        | 13. Jh.         | Evangelien                                                             | Gonville and Caius College, Ms 403/412                                                                         | Oxford             | Großbritannien                       |
| 60        | 1297            | Evangelien                                                             | Universitätsbibliothek Cambridge, Dd. 9.69, fol. 4–294                                                         | Oxford             | Großbritannien                       |
| 61        | 16. Jh.         | Neues Testament                                                        | Trinity College, A 4,21                                                                                        | Dublin             | Irland                               |
| 62        | 14. Jh.         | Apostelgeschichte, Paulusbriefe †                                      | Bibliothèque nationale de France, Gr. 60                                                                       | Paris              | Frankreich                           |
| 63        | 10. Jh.         | Evangelien                                                             | Trinity College, A 1. 8                                                                                        | Dublin             | Irland                               |
| 64        | 12. Jh.         | Evangelien                                                             | Green Collection, MS. 474                                                                                      | Oklahoma City      | Vereinigte Staaten von Amerika       |
| 65        | 11. Jh.         | Evangelien                                                             | British Library, Harley 5776                                                                                   | London             | Großbritannien                       |
| 66        | 14. Jh.         | Evangelien                                                             | Trinity College, O. VIII 3                                                                                     | Cambridge          | Großbritannien                       |
| 67        | 10. Jh.         | Evangelien †                                                           | Bodleian Library, Auct. E. 5. 11                                                                               | Oxford             | Großbritannien                       |
| 68        | 11. Jh.         | Evangelien                                                             | Lincoln College, Gr. 17                                                                                        | Oxford             | Großbritannien                       |
| 69        | 15. Jh.         | Neues Testament                                                        | Town Museum, Cod. 6 D 32/1                                                                                     | Leicester          | Großbritannien                       |
| 70        | 15. Jh.         | Evangelien                                                             | Cambridge University Library, L1.2.13                                                                          | Cambridge          | Großbritannien                       |
| 71        | 1160            | Evangelien                                                             | Lambeth Palace, 528                                                                                            | London             | Großbritannien                       |
| 72        | 11. Jh.         | Evangelien                                                             | British Library, Harley 5647                                                                                   | London             | Großbritannien                       |
| 73        | 12. Jh.         | Evangelien                                                             | Christ Church College, Wake 26                                                                                 | Oxford             | Großbritannien                       |
| 74        | 1291/1292       | Evangelien †                                                           | Christ Church College, Wake 20                                                                                 | Oxford             | Großbritannien                       |
| 75        | 11. Jh.         | Evangelien                                                             | Bibliotheque Publique et Universitaire, Gr. 19                                                                 | Genf               | Schweiz                              |
| 76        | 12. Jh.         | Evangelien, Apostelgeschichte, Paulusbriefe                            | Österreichische Nationalbibliothek, Theol. Gr. 300                                                             | Wien               | Österreich                           |
| 77        | 11. Jh.         | Evangelien                                                             | Österreichische Nationalbibliothek, Theol. Gr. 154                                                             | Wien               | Österreich                           |
| 78        | 12. Jh.         | Evangelien                                                             | Széchényi-Nationalbibliothek, Cod. Graec. 1                                                                    | Budapest           | Ungarn                               |
| 79        | 15. Jh.         | Evangelien                                                             | Universitätsbibliothek Leiden, B. P. Gr. 74                                                                    | Leiden             | Niederlande                          |
| 80        | 12. Jh.         | Evangelien                                                             | Bibliothèque nationale de France, Smith-Lesouëf 5                                                              | Paris              | Frankreich                           |
| 81        | 1044            | Apostelgeschichte, Paulusbriefe                                        | British Library, Add. 20003                                                                                    | London             | Großbritannien                       |
| 82        | 10. Jh          | Apostelgeschichte, Paulusbriefe, Offenbarung                           | Bibliothèque nationale de France, Gr. 237                                                                      | Paris              | Frankreich                           |
| 83        | 11. Jh          | Evangelien                                                             | Bayerische Staatsbibliothek, Gr. 518                                                                           | München            | Deutschland                          |
| 84        | 12. Jh          | Evangelien                                                             | Bayerische Staatsbibliothek, Gr. 568                                                                           | München            | Deutschland                          |
| 85        | 13. Jh          | Evangelien                                                             | Bayerische Staatsbibliothek, Gr. 569                                                                           | München            | Deutschland                          |
| 86        | 11./12. Jh      | Evangelien                                                             | Slowakische Akademie der Wissenschaften, 394 kt                                                                | Bratislava         | Slowakei                             |
| 87        | 11. Jh          | Evangelien                                                             | Cusanusstift, Bd. 18                                                                                           | Bernkastel-Kues    | Deutschland                          |
| 88        | 12. Jh          | Apostelgeschichte, Paulusbriefe, Offenbarung                           | Biblioteca Nazionale di Napoli, Ms. II. A. 7                                                                   | Neapel             | Italien                              |
| 89        | 1289–1290       | Evangelien                                                             | Universitätsbibliothek Göttingen, Cod. Ms. theol. 28 Cim.                                                      | Göttingen          | Deutschland                          |
| 90        | 16. Jh          | Neues Testament außer Offenbarung                                      | Universität von Amsterdam, Remonstr. 186                                                                       | Amsterdam          | Niederlande                          |
| 91        | 11. Jh          | Neues Testament außer Evangelien                                       | Bibliothèque nationale de France, Gr. 219                                                                      | Paris              | Frankreich                           |
| 92        | 10. Jh          | Evangelien                                                             | Universität Basel, O. II. 27                                                                                   | Basel              | Schweiz                              |
| 93        | 10. Jh          | Neues Testament außer Evangelien                                       | Bibliothèque nationale de France, Fonds Coislin Gr. 205                                                        | Paris              | Frankreich                           |
| 94        | 12/13. Jh       | Neues Testament außer Evangelien                                       | Bibliothèque nationale de France, Fonds Coislin Gr. 202,2                                                      | Paris              | Frankreich                           |
| 95        | 12. Jh          | Evangelien †                                                           | Lincoln College, Gr. 16                                                                                        | Oxford             | Großbritannien                       |
| 96        | 15. Jh          | Evangelium nach Johannes                                               | Bodleian Library, Auct. D. 5. 1                                                                                | Oxford             | Großbritannien                       |
| 96abs     | um 1500         | Evangelium nach Johannes                                               | Schloßbibliothek, Ie 14                                                                                        | Křivoklát          | Tschechien                           |
| 97        | 12. Jh          | Apostelgeschichte, Paulusbriefe                                        | Herzog August Bibliothek, Gud. Graec. 104.2                                                                    | Wolfenbüttel       | Deutschland                          |
| 98        | 11. Jh          | Evangelien                                                             | Bodleian Library, E. D. Clarke 5                                                                               | Oxford             | Großbritannien                       |
| 99        | 15./16. Jh      | Evangelien                                                             | Universitätsbibliothek Leipzig, Cod. Gr. 8                                                                     | Leipzig            | Deutschland                          |
| 100       | 10. Jh          | Evangelien                                                             | Loránd-Eötvös-Universität, Cod. Gr. 1                                                                          | Budapest           | Ungarn                               |
| 101       | 11. Jh          | Apostelgeschichte, Paulusbriefe †                                      | Sächsische Landesbibliothek – Staats- und Universitätsbibliothek Dresden (SLUB), Mscr. Dresd. A. 104           | Dresden            | Deutschland                          |
| 102       | 1444            | Apostelgeschichte, Paulusbriefe                                        | Historische Museum, V. 412, S. 5                                                                               | Moskau             | Russland                             |
| 103       | 12. Jh          | Apostelgeschichte, Paulusbriefe                                        | Historische Museum, V. 96, S. 347                                                                              | Moskau             | Russland                             |
| 104       | 1087            | Apostelgeschichte, Paulusbriefe, Offenbarung                           | British Library, Harley 5537                                                                                   | London             | Großbritannien                       |
| 105       | 12. Jh          | Evangelien, Apostelgeschichte, Paulusbriefe                            | Bodleian Library, Auct. T. inf. 1.10                                                                           | Oxford             | Großbritannien                       |
| 106       | 10. Jh          | Evangelien                                                             | British Library                                                                                                | London             | Großbritannien                       |
| 107       | 13. Jh          | Evangelien                                                             | Bodleian Library, E. D. Clarke 6                                                                               | Oxford             | Großbritannien                       |
| 108       | 11. Jh          | Evangelien                                                             | Biblioteca Nazionale, Cod. Neapol. ex Vind. 3                                                                  | Neapel             | Italien                              |
| 109       | 1326            | Evangelien                                                             | British Library, Addit. 5117                                                                                   | London             | Großbritannien                       |
| 110       | 12. Jh          | Apostelgeschichte, Paulusbriefe, Offenbarung                           | British Library, Harley 5778                                                                                   | London             | Großbritannien                       |
| 111       | 12. Jh          | Evangelien                                                             | Bodleian Library, E. D. Clarke 7                                                                               | Oxford             | Großbritannien                       |
| 112       | 11. Jh          | Evangelien                                                             | Bodleian Library, E. D. Clarke 10                                                                              | Oxford             | Großbritannien                       |
| 113       | 11. Jh          | Evangelien                                                             | British Library, Harley 1810                                                                                   | London             | Großbritannien                       |
| 114       | 11. Jh          | Evangelien                                                             | British Library, Harley 5540                                                                                   | London             | Großbritannien                       |
| 115       | 10. Jh          | Evangelien                                                             | British Library, Harley 5559                                                                                   | London             | Großbritannien                       |
| 116       | 12. Jh          | Evangelien                                                             | British Library, Harley 5567                                                                                   | London             | Großbritannien                       |
| 117       | 15. Jh          | Evangelien                                                             | British Library, Harley 5731                                                                                   | London             | Großbritannien                       |
| 118       | 13. Jh          | Evangelien                                                             | Bodleian Library, Auct. D. inf. 2. 17                                                                          | Oxford             | Großbritannien                       |
| 119       | 12. Jh          | Evangelien                                                             | Bibliothèque nationale de France, Gr. 85                                                                       | Paris              | Frankreich                           |
| 120       | 12. Jh          | Evangelien                                                             | Bibliothèque nationale de France, Gr. 185                                                                      | Paris              | Frankreich                           |
| 121       | 13. Jh          | Evangelien                                                             | Bibliothek Sainte-Geneviève                                                                                    | Paris              | Frankreich                           |
| 122       | 12. Jh          | Evangelien, Paulusbriefe, Offenbarung                                  | Universitätsbibliothek Leiden, B. P. Gr. 74a                                                                   | Leiden             | Niederlande                          |
| 123       | 11. Jh          | Evangelien                                                             | Österreichische Nationalbibliothek, Theol. Gr. 240                                                             | Wien               | Österreich                           |
| 124       | 12. Jh          | Evangelien                                                             | Österreichische Nationalbibliothek, Theol. Gr. 188                                                             | Wien               | Österreich                           |
| 125       | 11. Jh          | Evangelien                                                             | Österreichische Nationalbibliothek, Suppl. Gr. 50                                                              | Wien               | Österreich                           |
| 126       | 12. Jh          | Evangelien                                                             | Herzog August Bibliothek, Codd. Aug. 16. 6. 4                                                                  | Wolfenbüttel       | Deutschland                          |
| 127       | 11. Jh          | Evangelien                                                             | Vatikanische Apostolische Bibliothek, Vat. gr. 349                                                             | Rom                |                                      |
| 128       | 13. Jh          | Evangelien                                                             | Vatikanische Apostolische Bibliothek, Vat. gr. 356                                                             | Rom                |                                      |
| 129       | 12. Jh          | Evangelien                                                             | Vatikanische Apostolische Bibliothek, Vat. gr. 358                                                             | Rom                |                                      |
| 130       | 15. Jh          | Evangelien                                                             | Vatikanische Apostolische Bibliothek, Vat. gr. 359                                                             | Rom                |                                      |
| 131       | 14. Jh          | Neue Testament außer Offenbarung                                       | Vatikanische Apostolische Bibliothek, Vat. gr. 360                                                             | Rom                |                                      |
| 132       | 12. Jh          | Evangelien                                                             | Vatikanische Apostolische Bibliothek, Vat. gr. 361                                                             | Rom                |                                      |
| 133       | 11. Jh          | Evangelien                                                             | Vatikanische Apostolische Bibliothek, Vat. gr. 363                                                             | Rom                |                                      |
| 134       | 12. Jh          | Evangelien                                                             | Vatikanische Apostolische Bibliothek, Vat. gr. 364                                                             | Rom                |                                      |
| 135       | 10. Jh          | Evangelien                                                             | Vatikanische Apostolische Bibliothek, Vat. gr. 365                                                             | Rom                |                                      |
| 136       | 13. Jh          | Evangelien                                                             | Vatikanische Apostolische Bibliothek, Vat. gr. 665                                                             | Rom                |                                      |
| 137       | 11. Jh          | Evangelien                                                             | Vatikanische Apostolische Bibliothek, Vat. gr. 756                                                             | Rom                |                                      |
| 138       | 11. Jh          | Evangelien †                                                           | Vatikanische Apostolische Bibliothek, Vat. gr. 757                                                             | Rom                |                                      |
| 139       | 1173 ?          | Evangelien                                                             | Vatikanische Apostolische Bibliothek, Vat. gr. 758                                                             | Rom                |                                      |
| 140       | 13. Jh          | Evangelien †                                                           | Vatikanische Apostolische Bibliothek, Vat. gr. 1158                                                            | Rom                |                                      |
| 141       | 13. Jh          | Neues Testament                                                        | Vatikanische Apostolische Bibliothek, Vat. gr. 1160                                                            | Rom                |                                      |
| 142       | 11. Jh          | Neues Testament (Außer Apokalypse)                                     | Vatikanische Apostolische Bibliothek, Vat. gr. 1210                                                            | Rom                |                                      |
| 143       | 11. Jh          | Evangelien                                                             | Vatikanische Apostolische Bibliothek, Vat. gr. 1229                                                            | Rom                |                                      |
| 144       | 10. Jh          | Evangelien                                                             | Vatikanische Apostolische Bibliothek, Vat. gr. 1254                                                            | Rom                |                                      |
| 145       | 11. Jh          | Evangelium nach Lukas, Evangelium nach Johannes                        | Vatikanische Apostolische Bibliothek, Vat. gr. 1548                                                            | Rom                |                                      |
| 146       | 12. Jh          | Evangelium nach Matthäus, Evangelium nach Markus                       | Vatikanische Apostolische Bibliothek, Pal. gr. 5                                                               | Rom                |                                      |
| 147       | 13. Jh          | Evangelien                                                             | Vatikanische Apostolische Bibliothek, Pal. gr. 89                                                              | Rom                |                                      |
| 148       | 11. Jh          | Evangelien                                                             | Vatikanische Apostolische Bibliothek, Pal. gr. 136                                                             | Rom                |                                      |
| 149       | 15. Jh          | Neues Testament                                                        | Vatikanische Apostolische Bibliothek, Pal. gr. 171                                                             | Rom                |                                      |
| 150       | 11. Jh          | Evangelien                                                             | Vatikanische Apostolische Bibliothek, Pal. gr. 189                                                             | Rom                |                                      |
| 151       | 10. Jh          | Evangelien                                                             | Vatikanische Apostolische Bibliothek, Pal. gr. 220                                                             | Rom                |                                      |
| 152       | 13. Jh          | Evangelien                                                             | Vatikanische Apostolische Bibliothek, Pal. gr. 227                                                             | Rom                |                                      |
| 153       | 14. Jh          | Evangelien                                                             | Vatikanische Apostolische Bibliothek, Pal. gr. 229                                                             | Rom                |                                      |
| 154       | 13. Jh          | Evangelien                                                             | Vatikanische Apostolische Bibliothek, Reg. gr. 28                                                              | Rom                |                                      |
| 155       | 13. Jh.         | Evangelien                                                             | Vatikanische Apostolische Bibliothek, Reg. gr. 79                                                              | Rom                |                                      |
| 156       | 12. Jh          | Evangelien                                                             | Vatikanische Apostolische Bibliothek, Reg. gr. 189                                                             | Rom                |                                      |
| 157       | 1122            | Evangelien                                                             | Vatikanische Apostolische Bibliothek, Urb. gr. 2                                                               | Rom                |                                      |
| 158       | 11. Jh          | Evangelien                                                             | Vatikanische Apostolische Bibliothek, Reg. gr. Pii II 55                                                       | Rom                |                                      |
| 159       | 1121 ?          | Evangelien †                                                           | Vatikanische Apostolische Bibliothek, Barb. gr. 482                                                            | Rom                |                                      |
| 160       | 1123            | Evangelien                                                             | Vatikanische Apostolische Bibliothek, Barb. gr. 445                                                            | Rom                |                                      |
| 161       | 10. Jh.         | Evangelien †                                                           | Vatikanische Apostolische Bibliothek, Barb. gr. 352                                                            | Rom                |                                      |
| 162       | 1153            | Evangelien                                                             | Vatikanische Apostolische Bibliothek, Barb. gr. 449                                                            | Rom                |                                      |
| 163       | 1193            | Evangelien                                                             | Vatikanische Apostolische Bibliothek, Barb. gr. 520                                                            | Rom                |                                      |
| 164       | 1139            | Evangelien                                                             | Vatikanische Apostolische Bibliothek, Barb. gr. 319                                                            | Rom                |                                      |
| 165       | 1292            | Evangelien                                                             | Vatikanische Apostolische Bibliothek, Barb. 541                                                                | Rom                |                                      |
| 166       | 11./12. Jh.     | Evangelium nach Lukas †, Evangelium nach Johannes †                    | Vatikanische Apostolische Bibliothek, Barb. gr. 412                                                            | Rom                |                                      |
| 167       | 13. Jh.         | Evangelien                                                             | Vatikanische Apostolische Bibliothek, Barb. gr. 287                                                            | Rom                |                                      |
| 168       | 13. Jh.         | Evangelien †                                                           | Vatikanische Apostolische Bibliothek, Barb. gr. 570                                                            | Rom                |                                      |
| 169       | 11. Jh.         | Evangelien                                                             | Biblioteca Vallicelliana, B. 133                                                                               | Rom                | Italien                              |
| 170       | 13. Jh.         | Evangelien †                                                           | Biblioteca Vallicelliana, C. 61                                                                                | Rom                | Italien                              |
| 171       | 14. Jh.         | Evangelien                                                             | Biblioteca Vallicelliana, C. 73.2                                                                              | Rom                | Italien                              |
| 172       | 13. Jh./14. Jh. | Apostelgeschichte, Paulusbriefe, Apokalypse †                          | Staatsbibliothek zu Berlin, Phill. 1461                                                                        | Berlin             | Deutschland                          |
| 173       | 12. Jh.         | Evangelien †                                                           | Vatikanische Apostolische Bibliothek, Vat. gr. 1983                                                            | Rom                |                                      |
| 174       | 1052            | Evangelien                                                             | Vatikanische Apostolische Bibliothek, Vat. gr. 2002                                                            | Rom                |                                      |
| 175       | 10. Jh./11. Jh. | Neues Testament †                                                      | Vatikanische Apostolische Bibliothek, Vat. gr. 2080                                                            | Rom                |                                      |
| 176       | 13. Jh.         | Evangelien †                                                           | Vatikanische Apostolische Bibliothek, Vat. gr. 2113                                                            | Rom                |                                      |
| 177       | 11. Jh.         | Apostelgeschichte, Paulusbriefe, Apokalypse                            | Bayerische Staatsbibliothek, Gr. 211                                                                           | München            | Deutschland                          |
| 178       | 12. Jh.         | Evangelien                                                             | Biblioteca Angelica, 123                                                                                       | Rom                | Italien                              |
| 179       | 12. Jh.         | Evangelien †                                                           | Biblioteca Angelica, 11                                                                                        | Rom                | Italien                              |
| 180       | 12. Jh./13. Jh. | Neues Testament                                                        | Vatikanische Apostolische Bibliothek, Borg. gr. 18                                                             | Rom                |                                      |
| 181       | 10. Jh.         | Apostelgeschichte, Paulusbriefe, Apokalypse                            | Vatikanische Apostolische Bibliothek, Reg. gr. 179                                                             | Rom                |                                      |
| 182       | 14. Jh.         | Evangelien                                                             | Biblioteca Medicea Laurenziana, Plutei VI. 11                                                                  | Florenz            | Italien                              |
| 183       | 12. Jh.         | Evangelien                                                             | Biblioteca Medicea Laurenziana, Plutei VI. 14                                                                  | Florenz            | Italien                              |
| 184       | 13. Jh.         | Evangelien                                                             | Biblioteca Medicea Laurenziana, Plutei VI. 15                                                                  | Florenz            | Italien                              |
| 185       | 14. Jh.         | Evangelien                                                             | Biblioteca Medicea Laurenziana, VI. 16                                                                         | Florenz            | Italien                              |
| 186       | 11. Jh.         | Evangelien                                                             | Biblioteca Medicea Laurenziana, VI. 18                                                                         | Florenz            | Italien                              |
| 187       | 12. Jh.         | Evangelien                                                             | Biblioteca Medicea Laurenziana, VI. 23                                                                         | Florenz            | Italien                              |
| 188       | 12. Jh.         | Evangelien                                                             | Biblioteca Medicea Laurenziana, VI. 25                                                                         | Florenz            | Italien                              |
| 189       | 14. Jh.         | Evangelien, Apostelgeschichte, Paulusbriefe                            | Biblioteca Medicea Laurenziana, VI. 27                                                                         | Florenz            | Italien                              |
| 190       | 14. Jh.         | Evangelien                                                             | Biblioteca Medicea Laurenziana, VI. 28                                                                         | Florenz            | Italien                              |
| 191       | 12. Jh.         | Evangelien                                                             | Biblioteca Medicea Laurenziana, VI. 29                                                                         | Florenz            | Italien                              |
| 192       | 13. Jh.         | Evangelien                                                             | Biblioteca Medicea Laurenziana, VI. 30                                                                         | Florenz            | Italien                              |
| 193       | 12. Jh.         | Evangelien                                                             | Biblioteca Medicea Laurenziana, VI. 32                                                                         | Florenz            | Italien                              |
| 194       | 11. Jh.         | Evangelien                                                             | Biblioteca Medicea Laurenziana, VI. 33                                                                         | Florenz            | Italien                              |
| 195       | 11. Jh.         | Evangelien                                                             | Biblioteca Medicea Laurenziana, VI. 34                                                                         | Florenz            | Italien                              |
| 196       | 12. Jh.         | Evangelien                                                             | Biblioteca Medicea Laurenziana, VIII. 12                                                                       | Florenz            | Italien                              |
| 197       | 11. Jh.         | Evangelien                                                             | Biblioteca Medicea Laurenziana, VIII. 14                                                                       | Florenz            | Italien                              |
| 198       | 13. Jh.         | Evangelien                                                             | Biblioteca Medicea Laurenziana, Aedil. 221                                                                     | Florenz            | Italien                              |
| 199       | 12. Jh.         | Evangelien                                                             | Biblioteca Medicea Laurenziana, Conv. Sopp. 160                                                                | Florenz            | Italien                              |
| 200       | 11. Jh.         | Evangelien                                                             | Biblioteca Medicea Laurenziana, Conv. Sopp. 159                                                                | Florenz            | Italien                              |
| 201       | 1357            | Neues Testament                                                        | British Library, Add. 11837                                                                                    | London             | Großbritannien                       |
| 202       | 12. Jh.         | Evangelien                                                             | British Library, Add. 14774                                                                                    | London             | Großbritannien                       |
| 203       | 16. Jh.         | Neues Testament (außer Offenbarung)                                    | Biblioteca Nazionale Centrale, I. 10. 7.16                                                                     | Florenz            | Italien                              |
| 204       | 13. Jh.         | Neues Testament (außer Offenbarung)                                    | Universität Bologna, 2775                                                                                      | Bologna            | Italien                              |
| 205       | 15. Jh.         | Neues Testament                                                        | Biblioteca Marciana, Gr. Z 5 (420)                                                                             | Venedig            | Italien                              |
| 205abs    | 15. Jh.         | Neues Testament                                                        | Biblioteca Marciana, Gr. Z 6                                                                                   | Venice             | Italien                              |
| 206       | 13. Jh.         | Apostelgeschichte, Paulusbriefe                                        | Lambeth Palace, 1182                                                                                           | London             | Großbritannien                       |
| 207       | 11. Jh.         | Evangelien                                                             | Biblioteca Marciana, Gr. Z 8                                                                                   | Venice             | Italien                              |
| 208       | 11. Jh.         | Evangelien                                                             | Biblioteca Marciana, Gr. Z 9                                                                                   | Venice             | Italien                              |
| 209       | 14. Jh.         | Neues Testament                                                        | Biblioteca Marciana, Gr. Z 10 (394)                                                                            | Venice             | Italien                              |
| 210       | 11. Jh.         | Evangelien                                                             | Biblioteca Marciana, Gr. Z 27                                                                                  | Venice             | Italien                              |
| 211       | 12. Jh.         | Evangelien                                                             | Biblioteca Marciana, Gr. Z 539                                                                                 | Venice             | Italien                              |
| 212       | 11. Jh.         | Evangelien †                                                           | Biblioteca Marciana, Gr. Z 540 (557)                                                                           | Venice             | Italien                              |
| 213       | 11. Jh.         | Evangelien †                                                           | Biblioteca Marciana, Gr. Z 542 (409)                                                                           | Venice             | Italien                              |
| 214       | 14. Jh.         | Evangelien                                                             | Biblioteca Marciana, Gr. Z 543 (409)                                                                           | Venice             | Italien                              |
| 215       | 11. Jh.         | Evangelien                                                             | Biblioteca Marciana, Gr. Z 544 (591)                                                                           | Venice             | Italien                              |
| 216       | 1358            | Apostelgeschichte, Paulusbriefe                                        | Lambeth Palace, 1183                                                                                           | London             | Großbritannien                       |
| 217       | 12. Jh.         | Evangelien                                                             | Biblioteca Marciana, Gr. I, 3 (944)                                                                            | Venice             | Italien                              |
| 218       | 13. Jh.         | Neues Testament (außer Evangelien)                                     | Österreichische Nationalbibliothek, Theol. gr. 23                                                              | Wien               | Österreich                           |
| 219       | 13. Jh.         | Evangelien                                                             | Österreichische Nationalbibliothek, Theol. gr. 321                                                             | Wien               | Österreich                           |
| 220       | 13. Jh.         | Evangelien                                                             | Österreichische Nationalbibliothek, Theol. gr. 337                                                             | Wien               | Österreich                           |
| 221       | 10. Jh.         | Evangelien                                                             | Bodleian Library, Canon. Gr. 110                                                                               | Oxford             | Großbritannien                       |
| 222       | 14. Jh.         | Evangelien                                                             | Österreichische Nationalbibliothek, Theol. gr. 337                                                             | Wien               | Österreich                           |
| 223       | 14. Jh.         | Apostelgeschichte, Paulusbriefe                                        | University of Michigan, Ms. 34                                                                                 | Ann Arbor          | USA                                  |
| 224       | 12. Jh.         | Evangelien                                                             | Biblioteca nazionale, Vind. 10                                                                                 | Neapel             | Italien                              |
| 225       | 1192            | Evangelien                                                             | Biblioteca Nazionale, Vind. 9                                                                                  | Neapel             | Italien                              |
| 226       | 12. Jh.         | Neues Testament (außer Offenbarung)                                    | Escorial, X, IV, 17                                                                                            | Escurial           | Spanien                              |
| 227       | 13. Jh.         | Evangelien                                                             | Escorial, X, III, 15                                                                                           | Escourial          | Spanien                              |
| 228       | 14. Jh.         | Neues Testament (außer Offenbarung)                                    | Escorial, X, IV, 12                                                                                            | Escorial           | Spanien                              |
| 229       | 1140            | Evangelien                                                             | Escorial, X, IV, 21                                                                                            | Escorial           | Spanien                              |
| 230       | 1013            | Evangelien                                                             | Escorial, y, III, 5                                                                                            | Escorial           | Spanien                              |
| 231       | 12. Jh.         | Evangelien                                                             | Escorial, y, III, 6                                                                                            | Escorial           | Spanien                              |
| 232       | 1302            | Evangelien                                                             | Escorial, y, III, 7                                                                                            | Escorial           | Spanien                              |
| 233       | 13. Jh.         | Evangelien †                                                           | Escorial, Y, II, 8                                                                                             | Escorial           | Spanien                              |
| 234       | 1278            | Neues Testament (außer Offenbarung)                                    | Det Kongelige Bibliotek, GkS 1322, 4                                                                           | Kopenhagen         | Dänemark                             |
| 235       | 1314            | Evangelien                                                             | Dänische Königliche Bibliothek, GkS 1323, 4                                                                    | Kopenhagen         | Dänemark                             |
| 236       | 11. Jh.         | Evangelien †                                                           | Selly Oak College, Braithwaite 13                                                                              | Birmingham         | Großbritannien                       |
| 237       | 11. Jh.         | Evangelien                                                             | Staatliche Historische Museum, V. 85, S. 41                                                                    | Moskau             | Russland                             |
| 238       | 11. Jh./12. Jh. | Evangelien                                                             | Staatliche Historische Museum, V. 91, S. 47 State Archive, F. 1607, No. 3, 226 fol.                            | Moskau             | Russland                             |
| 239       | 11. Jh.         | Evangelien                                                             | Staatliche Historische Museum, V. 84, S. 46                                                                    | Moskau             | Russland                             |
| 240       | 12. Jh.         | Evangelien †                                                           | Staatliche Historische Museum, V. 87, S. 48                                                                    | Moskau             | Russland                             |
| 241       | 11. Jh.         | Neues Testament                                                        | | Dresden            | Deutschland                          |
| 242       | 12. Jh.         | Neues Testament                                                        | Staatliche Historische Museum, V. 25, S. 407                                                                   | Moskau             | Russland                             |
| 243       | 14. Jh.         | Evangelium nach Matthäus, Evangelium nach Lukas                        | Staatliche Historische Museum, V. 92, S. 388                                                                   | Moskau             | Russland                             |
| 244       | 12. Jh.         | Evangelien                                                             | Staatliche Historische Museum, V. 88, S. 220                                                                   | Moskau             | Russland                             |
| 245       | 1199            | Evangelien                                                             | Staatliche Historische Museum, V. 16, S. 278                                                                   | Moskau             | Russland                             |
| 246       | 14. Jh.         | Evangelien †                                                           | Staatliche Historische Museum, V. 19, S. 274                                                                   | Moskau             | Russland                             |
| 247       | 12. Jh.         | Evangelien                                                             | Staatliche Historische Museum, V. 17, S. 400                                                                   | Moskau             | Russland                             |
| 248       | 1275            | Evangelien                                                             | Staatliche Historische Museum, V. 18                                                                           | Moskau             | Russland                             |
| 249       | 12. Jh.         | Evangelium nach Johannes                                               | Staatliche Historische Museum, V. 90, S. 93                                                                    | Moskau             | Russland                             |
| 250       | 11. Jh.         | Neues Testament (außer Evangelien)                                     | Bibliothèque nationale de France, Coislin Gr. 224                                                              | Paris              | Frankreich                           |
| 251       | 12. Jh.         | Evangelien                                                             | Staatliche Historische Museum, F. 181.9 (Gr. 9)                                                                | Moskau             | Russland                             |
| 252 + 464 | 11. Jh.         | Neues Testament (außer Offenbarung)                                    | Russ. Staatsarchiv, F. 1607, No. 5, 123 fol. Staatliche Historische Museum, V. 23, S. 341, 229 fol. (ap)       | Moskau Moskau      | Russland Russland                    |
| 253       | 10. Jh.         | Evangelien                                                             | loss | Moskau             | Russland                             |
| 254       | 11. Jh.         | Neues Testament (außer Evangelien)                                     | Griechische Nationalbibliothek, 490                                                                            | Athen              | Griechenland                         |
| 255       | 14. Jh.         | Apostelgeschichte, Paulusbriefe                                        | Biblioteka Jagiellońska, Fonds der Berliner Hss. Graec. qu. 40                                                 | Krakau             | Polen                                |
| 256       | 11. Jh./12. Jh. | Neues Testament (außer Evangelien) †                                   | Bibliothèque nationale de France, Armen. 27 (9)                                                                | Paris              | Frankreich                           |
| 257       | 12. Jh.         | Apostelgeschichte, Paulusbriefe                                        | Biblioteka Jagiellońska, Fonds der Berliner Hss. Graec. qu. 43                                                 | Krakau             | Polen                                |
| 258       | 13. Jh.         | Evangelien                                                             | Sächsische Landesbibliothek – Staats- und Universitätsbibliothek Dresden (SLUB) , Mscr. Dresd. A. 123          | Dresden            | Deutschland                          |
| 259       | 10. Jh.         | Evangelien                                                             | Staatliche Historische Museum, V. 86, S. 44                                                                    | Moskau             | Russland                             |
| 260       | 13. Jh.         | Evangelien                                                             | Bibliothèque nationale de France, Gr. 51                                                                       | Paris              | Frankreich                           |
| 261       | 12. Jh.         | Evangelien †                                                           | Bibliothèque nationale de France, Gr. 52                                                                       | Paris              | Frankreich                           |
| 262       | 10. Jh.         | Evangelien                                                             | Bibliothèque nationale de France, Gr. 53                                                                       | Paris              | Frankreich                           |
| 263       | 13. Jh.         | Neues Testament (außer Offenbarung)                                    | Bibliothèque nationale de France, Gr. 61                                                                       | Paris              | Frankreich                           |
| 264       | 12. Jh.         | Evangelien †                                                           | Bibliothèque nationale de France, Gr. 65                                                                       | Paris              | Frankreich                           |
| 265       | 12. Jh.         | Evangelien                                                             | Bibliothèque nationale de France, Gr. 66                                                                       | Paris              | Frankreich                           |
| 266       | 13. Jh.         | Evangelien                                                             | Bibliothèque nationale de France, Gr. 67                                                                       | Paris              | Frankreich                           |
| 267       | 12. Jh.         | Evangelien †                                                           | Bibliothèque nationale de France, Gr. 69                                                                       | Paris              | Frankreich                           |
| 268       | 12. Jh.         | Evangelien                                                             | Bibliothèque nationale de France, Gr. 73                                                                       | Paris              | Frankreich                           |
| 269       | 12. Jh.         | Evangelien                                                             | Bibliothèque nationale de France, Gr. 74                                                                       | Paris              | Frankreich                           |
| 270       | 12. Jh.         | Evangelien                                                             | Bibliothèque nationale de France, Gr. 75                                                                       | Paris              | Frankreich                           |
| 271       | 11. Jh.         | Evangelien                                                             | Bibliothèque nationale de France, Suppl. Gr. 75                                                                | Paris              | Frankreich                           |
| 272       | 11. Jh.         | Evangelien                                                             | British Library, Add.15581                                                                                     | London             | Großbritannien                       |
| 273       | 13. Jh.         | Evangelien †                                                           | Bibliothèque nationale de France, Gr. 79                                                                       | Paris              | Frankreich                           |
| 274       | 10. Jh.         | Evangelien †                                                           | Bibliothèque nationale de France, Suppl. Gr. 79                                                                | Paris              | Frankreich                           |
| 275       | 12. Jh.         | Evangelien                                                             | Bibliothèque nationale de France, Gr. 80                                                                       | Paris              | Frankreich                           |
| 276       | 1092            | Evangelien                                                             | Bibliothèque nationale de France, Gr. 81                                                                       | Paris              | Frankreich                           |
| 277       | 11. Jh.         | Evangelien                                                             | Bibliothèque nationale de France, Gr. 81 A                                                                     | Paris              | Frankreich                           |
| 278a      | 1072            | Evangelien                                                             | Bibliothèque nationale de France, Gr. 82                                                                       | Paris              | Frankreich                           |
| 278b      | 12. Jh.         | Evangelien                                                             | Bibliothèque nationale de France, Gr. 82                                                                       | Paris              | Frankreich                           |
| 279       | 12. Jh.         | Evangelien                                                             | Bibliothèque nationale de France, Gr. 86                                                                       | Paris              | Frankreich                           |
| 280       | 12. Jh.         | Evangelien                                                             | Bibliothèque nationale de France, Gr. 87                                                                       | Paris              | Frankreich                           |
| 281       | 12. Jh.         | Evangelien                                                             | Bibliothèque nationale de France, Gr. 88                                                                       | Paris              | Frankreich                           |
| 282       | 1176            | Evangelien                                                             | Bibliothèque nationale de France, Gr. 90                                                                       | Paris              | Frankreich                           |
| 283       | 13. Jh.         | Evangelien †                                                           | Bibliothèque nationale de France, Gr. 92                                                                       | Paris              | Frankreich                           |
| 284       | 13. Jh.         | Evangelien                                                             | Bibliothèque nationale de France, Gr. 93                                                                       | Paris              | Frankreich                           |
| 285       | 15. Jh.         | Evangelien                                                             | Bibliothèque nationale de France, Gr. 95                                                                       | Paris              | Frankreich                           |
| 286       | 1432            | Evangelien                                                             | Bibliothèque nationale de France, Gr. 96                                                                       | Paris              | Frankreich                           |
| 287       | 1482            | Evangelien                                                             | Bibliothèque nationale de France, Gr. 98                                                                       | Paris              | Frankreich                           |
| 288       | 15. Jh.         | Evangelium nach Matthäus, Lukas, Johannes                              | Bodleian Library, Canon. Gr. 33 Bibliothèque nationale de France, Gr. 99 Institut de France (Ms. 536)          | Oxford Paris Paris | Großbritannien Frankreich Frankreich |
| 289       | 1625            | Evangelien                                                             | Bibliothèque nationale de France, Gr. 100A                                                                     | Paris              | Frankreich                           |
| 290       | 14. Jh.         | Evangelien                                                             | Bibliothèque nationale de France, Gr. 108                                                                      | Paris              | Frankreich                           |
| 291       | 13. Jh.         | Evangelien                                                             | Bibliothèque nationale de France, Gr. 113                                                                      | Paris              | Frankreich                           |
| 292       | 12. Jh./13. Jh. | Evangelien †                                                           | Bibliothèque nationale de France, Gr. 114                                                                      | Paris              | Frankreich                           |
| 293       | 1262            | Evangelien †                                                           | Bibliothèque nationale de France, Gr. 117                                                                      | Paris              | Frankreich                           |
| 294       | 1391            | Evangelien †                                                           | Bibliothèque nationale de France, Gr. 118                                                                      | Paris              | Frankreich                           |
| 295       | 13. Jh.         | Evangelien                                                             | Bibliothèque nationale de France, Gr. 120                                                                      | Paris              | Frankreich                           |
| 296       | 16. Jh.         | Neues Testament                                                        | Bibliothèque nationale de France, Gr. 123.124                                                                  | Paris              | Frankreich                           |
| 297       | 12. Jh          | Evangelien                                                             | Bibliothèque nationale de France, Suppl. Gr. 140                                                               | Paris              | Frankreich                           |
| 298       | 12. Jh          | Evangelien                                                             | Bibliothèque nationale de France, Gr. 175                                                                      | Paris              | Frankreich                           |
| 299       | 10. Jh          | Evangelien                                                             | Bibliothèque nationale de France, Gr. 177                                                                      | Paris              | Frankreich                           |
| 300       | 11. Jh          | Evangelien                                                             | Bibliothèque nationale de France, Gr. 186                                                                      | Paris              | Frankreich                           |
| 301       | 11. Jh          | Evangelien                                                             | Bibliothèque nationale de France, Gr. 187                                                                      | Paris              | Frankreich                           |
| 302       | 11. Jh          | Apostelgeschichte, Paulusbriefe                                        | Bibliothèque nationale de France, Gr. 103                                                                      | Paris              | Frankreich                           |
| 303       | 1255            | Evangelien                                                             | Bibliothèque nationale de France, Gr. 194A                                                                     | Paris              | Frankreich                           |
| 304       | 12. Jh          | Evangelium nach Matthäus, Evangelium nach Markus                       | Bibliothèque nationale de France, Gr. 194                                                                      | Paris              | Frankreich                           |
| 305       | 13. Jh          | Evangelien                                                             | Bibliothèque nationale de France, Gr. 195                                                                      | Paris              | Frankreich                           |
| 306       | 12. Jh          | Evangelium nach Matthäus, Evangelium nach Johannes                     | Bibliothèque nationale de France, Gr. 197                                                                      | Paris              | Frankreich                           |
| 307       | 10. Jh          | Apostelgeschichte                                                      | Bibliothèque nationale de France, Coislin Gr. 25                                                               | Paris              | Frankreich                           |
| 308       | 14. Jh          | Apostelgeschichte, Paulusbriefe †                                      | British Library, Royal 1 B. I                                                                                  | London             | Großbritannien                       |
| 309       | 13. Jh          | Apostelgeschichte, Paulusbriefe †                                      | Cambridge University Library, Dd. 11.90                                                                        | Cambridge          | Großbritannien                       |
| 310       | 12. Jh          | Evangelium nach Matthäus †                                             | Bibliothèque nationale de France, Gr. 202                                                                      | Paris              | Frankreich                           |
| 311       | 12. Jh          | Evangelium nach Matthäus                                               | Bibliothèque nationale de France, Gr. 203                                                                      | Paris              | Frankreich                           |
| 312       | 11. Jh          | Apostelgeschichte, Paulusbriefe †                                      | British Library, Add. 5115.5116                                                                                | London             | Großbritannien                       |
| 313       | 15. Jh          | Evangelium nach Lukas 1,1–12,16                                        | Bibliothèque nationale de France, Gr. 208                                                                      | Paris              | Frankreich                           |
| 314       | 11. Jh          | Neues Testament (außer Evangelien) †                                   | Bodleian Library, Barocci 3                                                                                    | Oxford             | Großbritannien                       |
| 315       | 13. Jh          | Evangelium nach Johannes                                               | Bibliothèque nationale de France, Gr. 210                                                                      | Paris              | Frankreich                           |
| 316       | 14. Jh          | Evangelium nach Lukas 18,18–24,53; Evangelium nach Johannes 1,16–12,25 | Bibliothèque nationale de France, Gr. 211                                                                      | Paris              | Frankreich                           |
| 317       | 12. Jh          | Evangelium nach Johannes                                               | Bibliothèque nationale de France, Gr. 212                                                                      | Paris              | Frankreich                           |
| 318       | 14. Jh          | Evangelium nach Johannes 7,9–12,8                                      | Bibliothèque nationale de France, Gr. 213                                                                      | Paris              | Frankreich                           |
| 319       | 12. Jh          | Apostelgeschichte, Paulusbriefe †                                      | Christ Church College, G.G. 1.9 (Ms. 9)                                                                        | Oxford             | Großbritannien                       |
| 320       | 12. Jh          | Evangelium nach Lukas                                                  | Bibliothèque nationale de France, Gr. 232                                                                      | Paris              | Frankreich                           |
| 321       | 12. Jh          | Apostelgeschichte, Paulusbriefe †                                      | British Library, Harley 5557                                                                                   | London             | Großbritannien                       |
| 322       | 14. Jh          | Apostelgeschichte, Paulusbriefe                                        | British Library, Harley 5620                                                                                   | London             | Großbritannien                       |
| 323       | 12. Jh          | Apostelgeschichte, Paulusbriefe                                        | Bibl. publ. et univ., Gr. 20                                                                                   | Genf               | Schweiz                              |
| 324       | 14. Jh          | Evangelien                                                             | Bibliothèque nationale de France, Gr. 376                                                                      | Paris              | Frankreich                           |
| 325       | 11. Jh          | Neues Testament (außer Evangelien) †                                   | Bodleian Library, Auct. E. 5.9                                                                                 | Oxford             | Großbritannien                       |
| 326       | 10. Jh          | Apostelgeschichte, Paulusbriefe †                                      | Lincoln College, Gr. 82                                                                                        | Oxford             | Großbritannien                       |
| 327       | 13. Jh          | Apostelgeschichte, Paulusbriefe                                        | New College, 59                                                                                                | Oxford             | Großbritannien                       |
| 328       | 13. Jh          | Apostelgeschichte, Paulusbriefe                                        | Universitätsbibliothek Leiden, Voss. Gr. Q. 77                                                                 | Leiden             | Niederlande                          |
| 329       | 12. Jh          | Evangelien †                                                           | Bibliothèque nationale de France, Coislin, Gr. 19                                                              | Paris              | Frankreich                           |
| 330       | 12. Jh          | Neues Testament (außer Apoc.)                                          | Russische Nationalbibliothek, Gr. 101                                                                          | Sankt Petersburg   | Russland                             |
| 331       | 11. Jh          | Evangelien                                                             | Bibliothèque nationale de France, Coislin, Gr. 197                                                             | Paris              | Frankreich                           |
| 332       | 12. Jh          | Evangelien                                                             | Biblioteca Nazionale di Torino, C. II. 4                                                                       | Turin              | Italien                              |
| 333       | 1214            | Evangelium nach Matthäus, Evangelium nach Johannes                     | Biblioteca Nazionale di Torino, B. I. 9                                                                        | Turin              | Italien                              |
| 334       | 12. Jh          | Evangelium nach Matthäus, Evangelium nach Markus                       | Biblioteca Nazionale di Torino, B. III. 8                                                                      | Turin              | Italien                              |
| 335       | 16. Jh          | Evangelien                                                             | Biblioteca Nazionale di Torino, B. III. 2                                                                      | Turin              | Italien                              |
| 336       | 15. Jh          | Neues Testament (außer Evangelien)                                     | Universität Hamburg, Cod. theol. 1252a                                                                         | Hamburg            | Deutschland                          |
| 337       | 12. Jh          | Apostelgeschichte, Paulusbriefe, Apokalypse †                          | Bibliothèque nationale de France, Gr. 56                                                                       | Paris              | Frankreich                           |
| 338       | 10. Jh          | Evangelien                                                             | Biblioteca Nazionale di Torino, B. VII. 33                                                                     | Turin              | Italien                              |
| 339       | 13. Jh          | Neues Testament                                                        | Biblioteca Nazionale di Torino, B. V. 8                                                                        | Turin              | Italien                              |
| 340       | 14. Jh          | Evangelien                                                             | Biblioteca Nazionale di Torino, B. VII. 16                                                                     | Turin              | Italien                              |
| 341       | 1296            | Evangelien                                                             | Biblioteca Nazionale di Torino, B. VII. 14                                                                     | Turin              | Italien                              |
| 342       | 13. Jh          | Evangelien                                                             | Biblioteca Nazionale di Torino, B. V. 24                                                                       | Turin              | Italien                              |
| 343       | 11. Jh          | Evangelien                                                             | Biblioteca Ambrosiana, H. 13                                                                                   | Mailand            | Italien                              |
| 344       | 10. Jh          | Evangelien †                                                           | Biblioteca Ambrosiana, G. 16                                                                                   | Mailand            | Italien                              |
| 345       | 11. Jh          | Evangelien                                                             | Biblioteca Ambrosiana, F. 17                                                                                   | Mailand            | Italien                              |
| 346       | 12. Jh          | Evangelien                                                             | Biblioteca Ambrosiana, S. 23                                                                                   | Mailand            | Italien                              |
| 347       | 12. Jh          | Evangelien                                                             | Biblioteca Ambrosiana, R. 35                                                                                   | Mailand            | Italien                              |
| 348       | 1022            | Evangelien                                                             | Biblioteca Ambrosiana, B. 56                                                                                   | Mailand            | Italien                              |
| 349       | 1322            | Evangelien                                                             | Biblioteca Ambrosiana, F. 61                                                                                   | Mailand            | Italien                              |
| 350       | 11. Jh          | Evangelien †                                                           | Biblioteca Ambrosiana, B. 62                                                                                   | Mailand            | Italien                              |
| 351       | 12. Jh          | Evangelien                                                             | Biblioteca Ambrosiana, B. 70                                                                                   | Mailand            | Italien                              |
| 352       | 11. Jh          | Evangelien †                                                           | Biblioteca Ambrosiana, B. 93                                                                                   | Mailand            | Italien                              |
| 353       | 12. Jh          | Evangelien †                                                           | Biblioteca Ambrosiana, M. 93                                                                                   | Mailand            | Italien                              |
| 354       | 11. Jh          | Matthäus †                                                             | Biblioteca Marciana, Gr. Z. 29 (497)                                                                           | Venedig            | Italien                              |
| 355       | 12. Jh          | Evangelien                                                             | Biblioteca Marciana, Gr. Z. 541 (558)                                                                          | Venedig            | Italien                              |
| 356       | 12. Jh          | Apostelgeschte, Paulusbriefe †                                         | Emmanuel College, I. 4. 35                                                                                     | Cambridge          | Großbritannien                       |
| 357       | 11. Jh          | Lukas, Johannes                                                        | Biblioteca Marciana, Gr. Z. 28 (364)                                                                           | Venedig            | Italien                              |
| 358       | 14. Jh          | Evangelien                                                             | Biblioteca Estense, G. 9, a.U.2.3. (II A 9)                                                                    | Modena             | Italien                              |
| 359       | 13. Jh          | Evangelien                                                             | Biblioteca Estense, G. 242, a.T.7.23. (III B 16)                                                               | Modena             | Italien                              |
| 360       | 11. Jh          | Evangelien                                                             | Biblioteca Palatina, Ms. Parm. 2319                                                                            | Parma              | Italien                              |
| 361       | 13. Jh          | Evangelien                                                             | Biblioteca Palatina, Ms. Parm. 1821                                                                            | Parma              | Italien                              |
| 362       | 13. Jh          | Lukasevangelium 6,29–12,10                                             | Biblioteca Medicea Laurenziana, Conv. Soppr. 176                                                               | Florenz            | Italien                              |
| 363       | 14. Jh          | Neues Testament (außer Evangelien)                                     | Biblioteca Medicea Laurenziana, Plutei VI. 13                                                                  | Florenz            | Italien                              |
| 364       | 10. Jh          | Evangelien                                                             | Biblioteca Medicea Laurenziana, Plutei VI. 24                                                                  | Florenz            | Italien                              |
| 365       | 12. Jh          | Neues Testament (außer Evangelien) †                                   | Biblioteca Medicea Laurenziana, Plutei VI. 36                                                                  | Florenz            | Italien                              |
| 366       | 14. Jh          | Matthäusevangelium †                                                   | Biblioteca Medicea Laurenziana, Conv. Soppr. 171                                                               | Florenz            | Italien                              |
| 367       | 1331            | Neues Testament                                                        | Biblioteca Medicea Laurenziana, Conv. Soppr. 53                                                                | Florenz            | Italien                              |
| 368       | 15. Jh          | Johannes, 1–3 Johannes, Apokalypse                                     | Biblioteca Riccardiana, 84                                                                                     | Florenz            | Italien                              |
| 369       | 14. Jh          | Markusevangelium 6,25–9,45; 10,17–16,9                                 | Biblioteca Riccardiana, 90                                                                                     | Florenz            | Italien                              |
| 370       | 14. Jh          | Evangelien †                                                           | Biblioteca Riccardiana, 5                                                                                      | Florenz            | Italien                              |
| 371       | 10. Jh          | Evangelien                                                             | Vatikanische Apostolische Bibliothek, Vat. gr. 1159                                                            | Rom                |                                      |
| 372       | 16. Jh          | Evangelien †                                                           | Vatikanische Apostolische Bibliothek, Vat. gr. 1161                                                            | Rom                |                                      |
| 373       | 15. Jh          | Evangelien                                                             | Vatikanische Apostolische Bibliothek, Vat. gr. 1423                                                            | Rom                |                                      |
| 374       | 11. Jh          | Evangelien                                                             | Vatikanische Apostolische Bibliothek, Vat. gr. 1445                                                            | Rom                |                                      |
| 375       | 11. Jh          | Evangelien                                                             | Vatikanische Apostolische Bibliothek, Vat. gr. 1533                                                            | Rome               |                                      |
| 376       | 11. Jh          | Evangelien                                                             | Vatikanische Apostolische Bibliothek, Vat. gr. 1539                                                            | Rom                |                                      |
| 377       | 16. Jh          | Evangelien                                                             | Vatikanische Apostolische Bibliothek, Vat. gr. 1618                                                            | Rom                |                                      |
| 378       | 13. Jh          | Apostelgeschichte, Katholische Briefe, Paulusbriefe                    | Bodleian Library, E. D. Clarke 4                                                                               | Oxford             | Großbritannien                       |
| 379       | 15. Jh          | Evangelien                                                             | Vatikanische Apostolische Bibliothek, Vat. gr. 1769                                                            | Rom                |                                      |
| 380       | 1499            | Evangelien                                                             | Vatikanische Apostolische Bibliothek, Vat. gr. 2139                                                            | Rom                |                                      |
| 381       | 14. Jh          | Evangelium nach Lukas                                                  | Vatikanische Apostolische Bibliothek, Pal. gr. 20                                                              | Rom                |                                      |
| 382       | 11. Jh          | Evangelien                                                             | Vatikanische Apostolische Bibliothek, Vat. gr. 2070                                                            | Rom                |                                      |
| 383       | 13. Jh          | Apostelgeschichte, Katholische Briefe, Paulusbriefe                    | Bodleian Library, E. D. Clarke 9                                                                               | Oxford             | Großbritannien                       |
| 384       | 13. Jh          | Apostelgeschichte, Katholische Briefe, Paulusbriefe                    | British Library, Harley 5588                                                                                   | London             | Großbritannien                       |
| 385       | 1407            | Apostelgeschichte, Katholische Briefe, Paulusbriefe †                  | British Library, Harley 5613                                                                                   | London             | Großbritannien                       |
| 386       | 14. Jh          | Neues Testament                                                        | Vatikanische Apostolische Bibliothek, Ottob. gr. 66                                                            | Rom                |                                      |
| 387       | 12. Jh          | Evangelien                                                             | Vatikanische Apostolische Bibliothek, Ottob. gr. 204                                                           | Rom                |                                      |
| 388       | 13. Jh          | Evangelien                                                             | Vatikanische Apostolische Bibliothek, Ottob. gr. 212                                                           | Rom                |                                      |
| 389       | 11. Jh          | Evangelien                                                             | Vatikanische Apostolische Bibliothek, Ottob. gr. 297                                                           | Rom                |                                      |
| 390       | 1281/1282       | Neues Testament (außer Offenbarung)                                    | Vatikanische Apostolische Bibliothek, Ottob. gr. 391                                                           | Rom                |                                      |
| 391       | 1055            | Evangelien †                                                           | Vatikanische Apostolische Bibliothek, Ottob. gr. 432                                                           | Rom                |                                      |
| 392       | 12. Jh          | Evangelien                                                             | Vatikanische Apostolische Bibliothek, Ottob. gr. 521                                                           | Rom                |                                      |
| 393       | 14. Jh          | Neues Testament (außer Offenbarung)                                    | Biblioteca Vallicelliana, E. 22                                                                                | Rom                | Italien                              |
| 394       | 1330            | Neues Testament (außer Offenbarung)                                    | Biblioteca Vallicelliana, F. 17                                                                                | Rom                | Italien                              |
| 395       | 12. Jh          | Evangelien                                                             | Biblioteca Casanatense, 165                                                                                    | Rom                | Italien                              |
| 396       | 12. Jh          | Evangelien †                                                           | Vatikanische Apostolische Bibliothek, Chris. R IV 6                                                            | Rom                |                                      |
| 397       | 10. Jh/11. Jh   | Evangelium nach Johannes                                               | Biblioteca Vallicelliana, E. 40                                                                                | Rom                | Italien                              |
| 398       | 10. Jh          | Apostelgeschichte, Paulusbriefe †                                      | Universitätsbibliothek Cambridge, Kk. 6.4                                                                      | Cambridge          | Großbritannien                       |
| 399       | 9. Jh/10. Jh    | Evangelien                                                             | Russische Nationalbibliothek, Gr. 220                                                                          | Sankt Petersburg   | Russland                             |
| 400       | 15. Jh          | Neues Testament (außer Offenbarung) †                                  | Staatsbibliothek zu Berlin, Diez. A. Doud. 10                                                                  | Berlin             | Deutschland                          |
| 401       | 12. Jh          | Evangelien †                                                           | Biblioteca nazionale, Ms. II. A. 3                                                                             | Neapel             | Italien                              |
| 402       | 14. Jh          | Evangelien                                                             | Biblioteca Nazionale, Ms. II. A. 5                                                                             | Neapel             | Italien                              |
| 403       | 13. Jh          | Evangelien †                                                           | Biblioteca Nazionale, Ms. II. A. 4                                                                             | Neapel             | Italien                              |
| 404       | 13. Jh          | Apostelgeschichte, Katholische Briefe, Paulusbriefe                    | Österreichische Nationalbibliothek, Theol. gr. 313                                                             | Wien               | Austria                              |
| 405       | 10. Jh          | Evangelien †                                                           | Biblioteca Marciana, Gr. I,10 (946)                                                                            | Venedig            | Italien                              |
| 406       | 11. Jh          | Evangelien †                                                           | Biblioteca Marciana, Gr. I,11 (1275)                                                                           | Venedig            | Italien                              |
| 407       | 12. Jh          | Lukasevangelium 5,30-Johannesevangelium 9,2                            | Biblioteca Marciana, Gr. I,12 (434)                                                                            | Venedig            | Italien                              |
| 408       | 12. Jh          | Evangelien                                                             | Biblioteca Marciana, Gr. I,14 (1119)                                                                           | Venedig            | Italien                              |
| 409       | 14. Jh          | Evangelien                                                             | Biblioteca Marciana, Gr. I,15 (947)                                                                            | Venedig            | Italien                              |
| 410       | 13. Jh          | Evangelien                                                             | Biblioteca Marciana, Gr. I,17 (1211)                                                                           | Venedig            | Italien                              |
| 411       | 10. Jh          | Evangelien                                                             | Biblioteca Marciana, Gr. I,18 (1276)                                                                           | Venedig            | Italien                              |
| 412       | 1301            | Evangelien                                                             | Biblioteca Marciana, Gr. I,19 (1416)                                                                           | Venedig            | Italien                              |
| 413       | 1302            | Evangelien                                                             | Biblioteca Marciana, Gr. I,20 (1256)                                                                           | Venedig            | Italien                              |
| 414       | 14. Jh          | Evangelien †                                                           | Biblioteca Marciana, Gr. I,21 (1212)                                                                           | Venedig            | Italien                              |
| 415       | 1356            | Evangelien                                                             | Biblioteca Marciana, Gr. I,22 (1417)                                                                           | Venedig            | Italien                              |
| 416       | 14. Jh          | Evangelien †                                                           | Biblioteca Marciana, Gr. I,24 (948)                                                                            | Venedig            | Italien                              |
| 417       | 14. Jh          | Evangelien †                                                           | Biblioteca Marciana, Gr. I,25 (1356)                                                                           | Venedig            | Italien                              |
| 418       | 15. Jh          | Matthäus, Markus †                                                     | Biblioteca Marciana, Gr. I,28 (1450)                                                                           | Venedig            | Italien                              |
| 419       | 12. Jh          | Evangelien †                                                           | Biblioteca Marciana, Gr. I,60 (950)                                                                            | Venedig            | Italien                              |
| 420       | 10. Jh          | Matthäus, Markus                                                       | Universität Messina, F. V. 18                                                                                  | Messina            | Italien                              |
| 629       | 14. Jh.         | Apostelgeschichte, Katholische Briefe, Paulinische Briefe†             | Vatikanische Apostolische Bibliothek, Ottobon. gr. 298                                                         | Rom                | Vatikanstadt                         |
| 2017      | 15. Jh          | Apokalypse                                                             | Sächsische Landesbibliothek – Staats- und Universitätsbibliothek Dresden (SLUB), Mscr. Dresd. A. 104, f.1r-15v | Dresden            | Deutschland                          |

## Galerie

Einige Handschriften
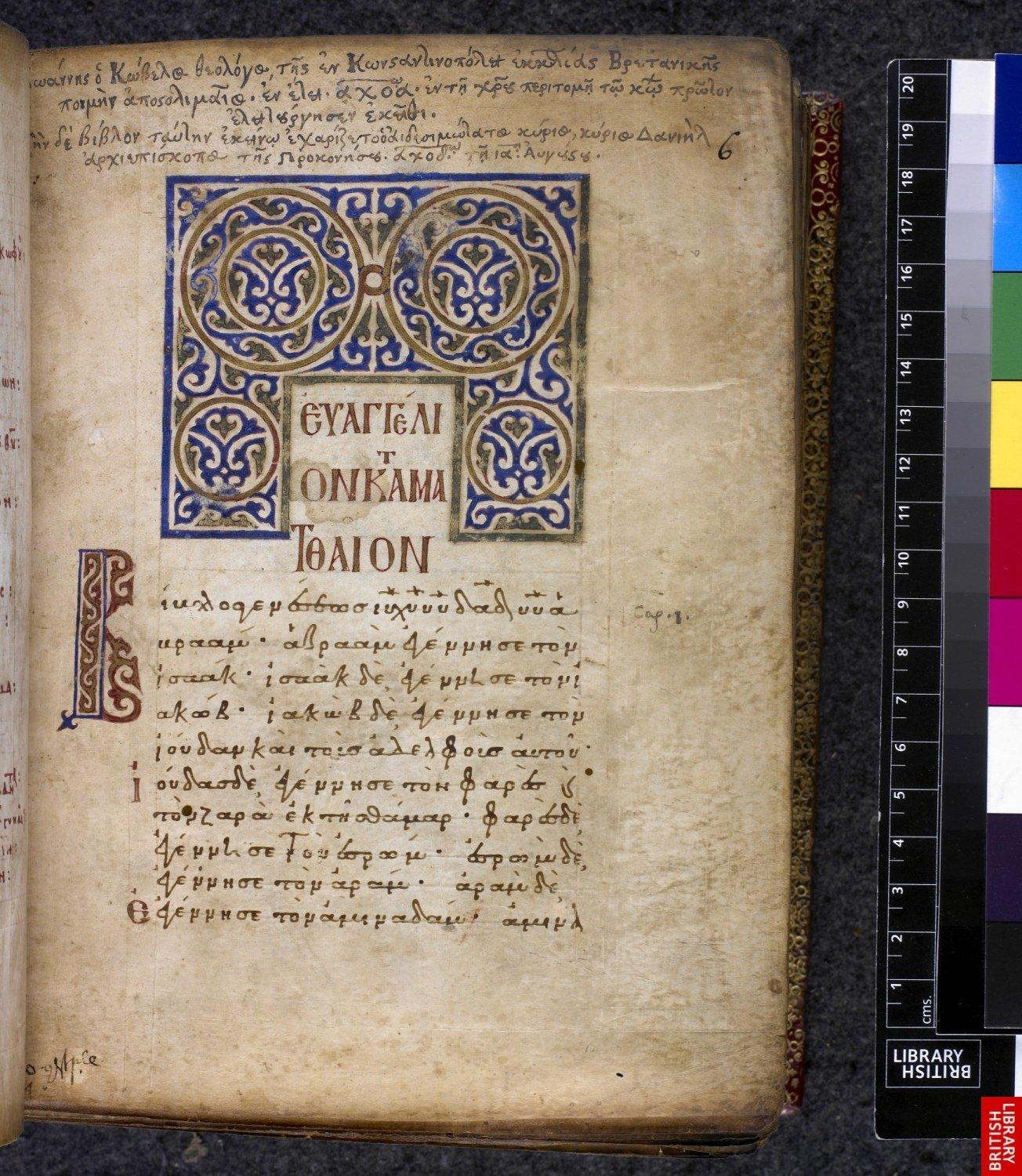
Minuskel 65
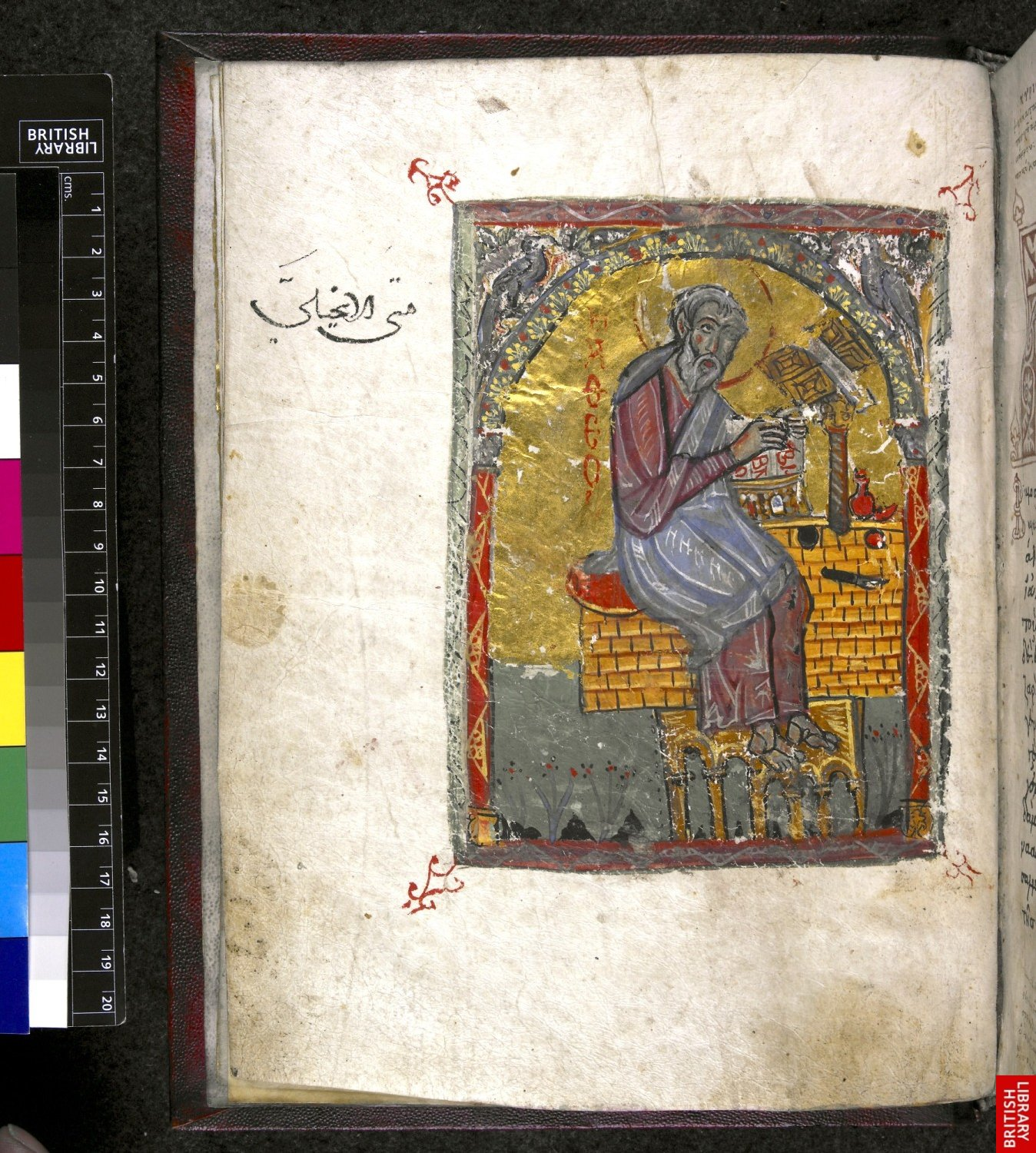
Minuskel 72
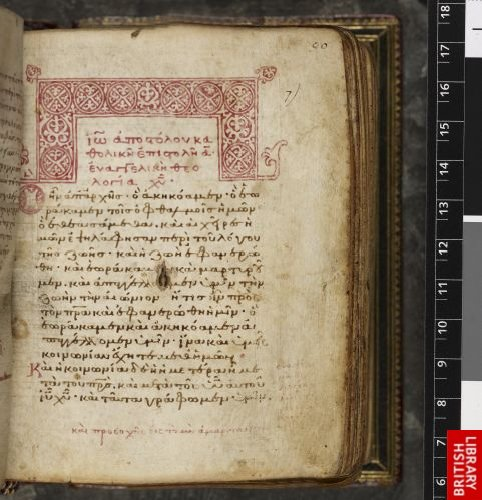
Minuskel 104
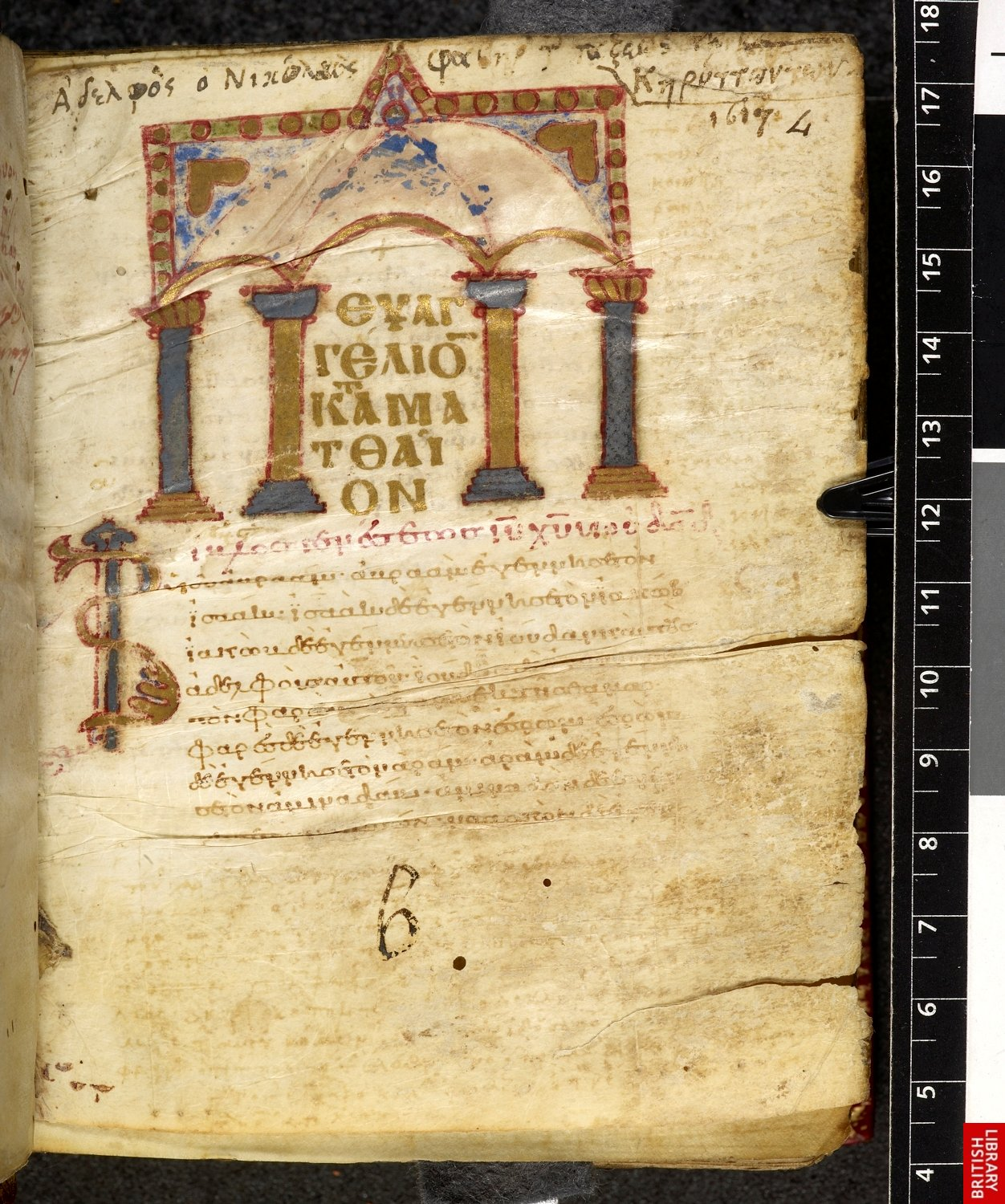
Minuskel 114
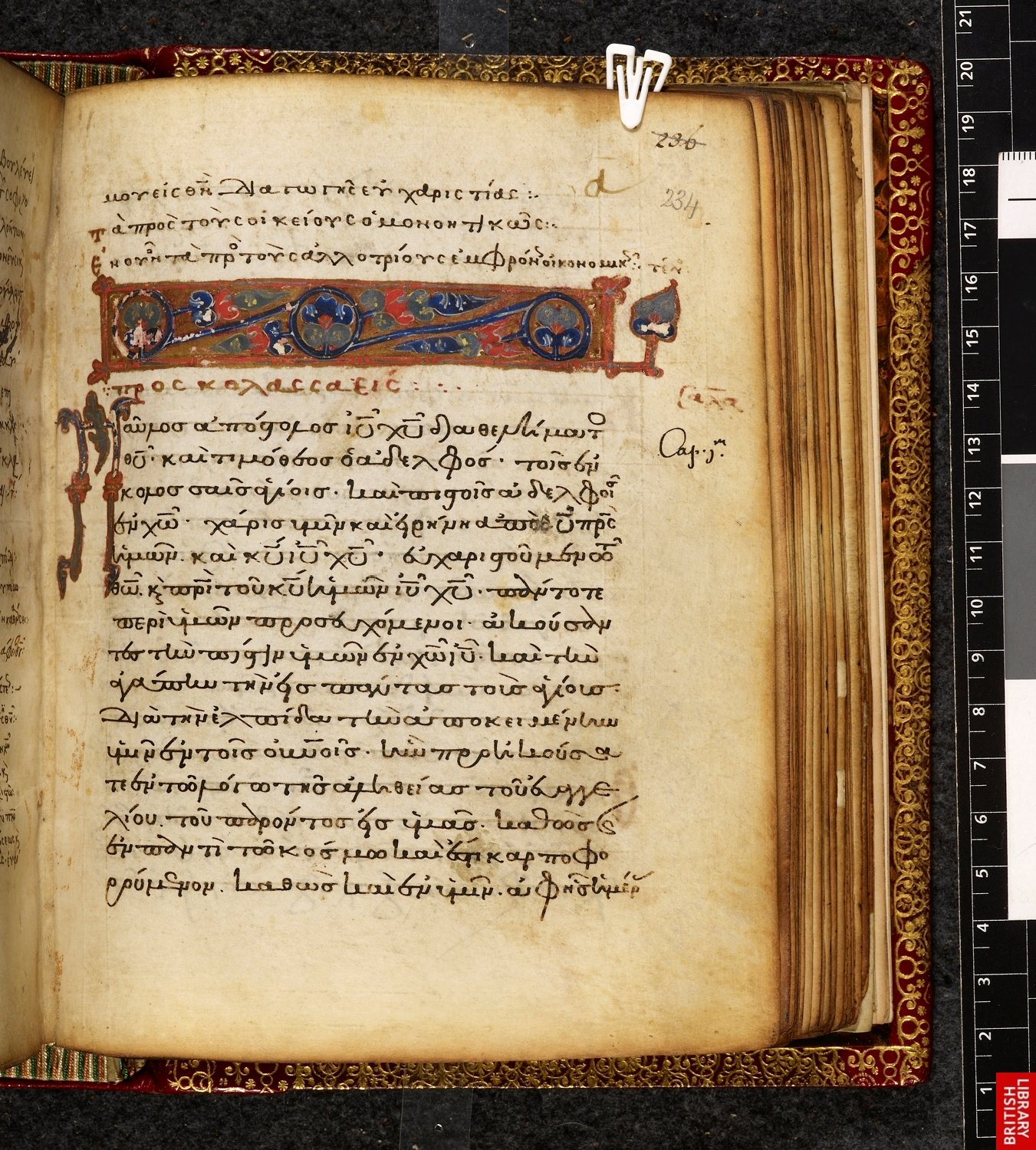
Minuskel 321
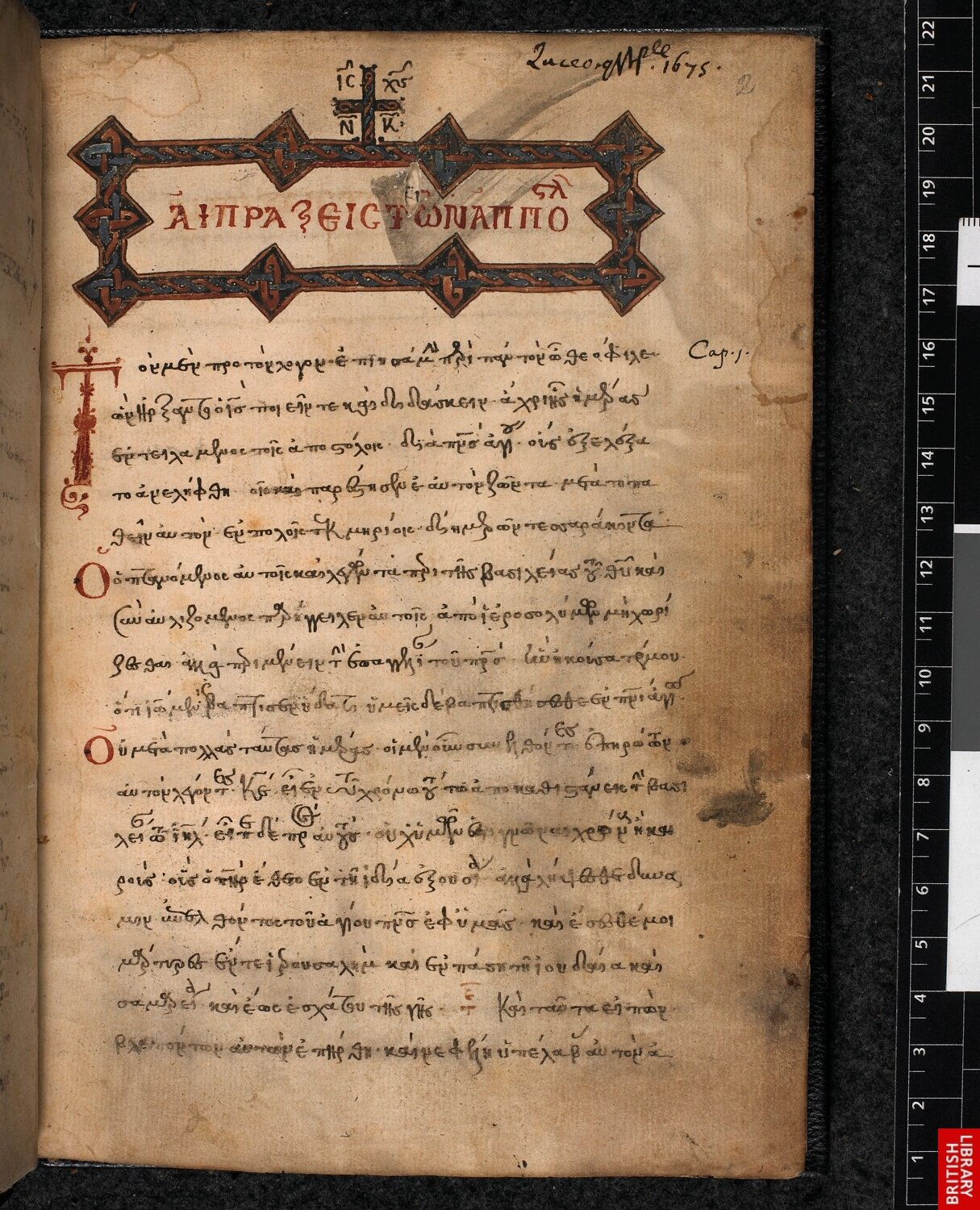
Minuskel 322
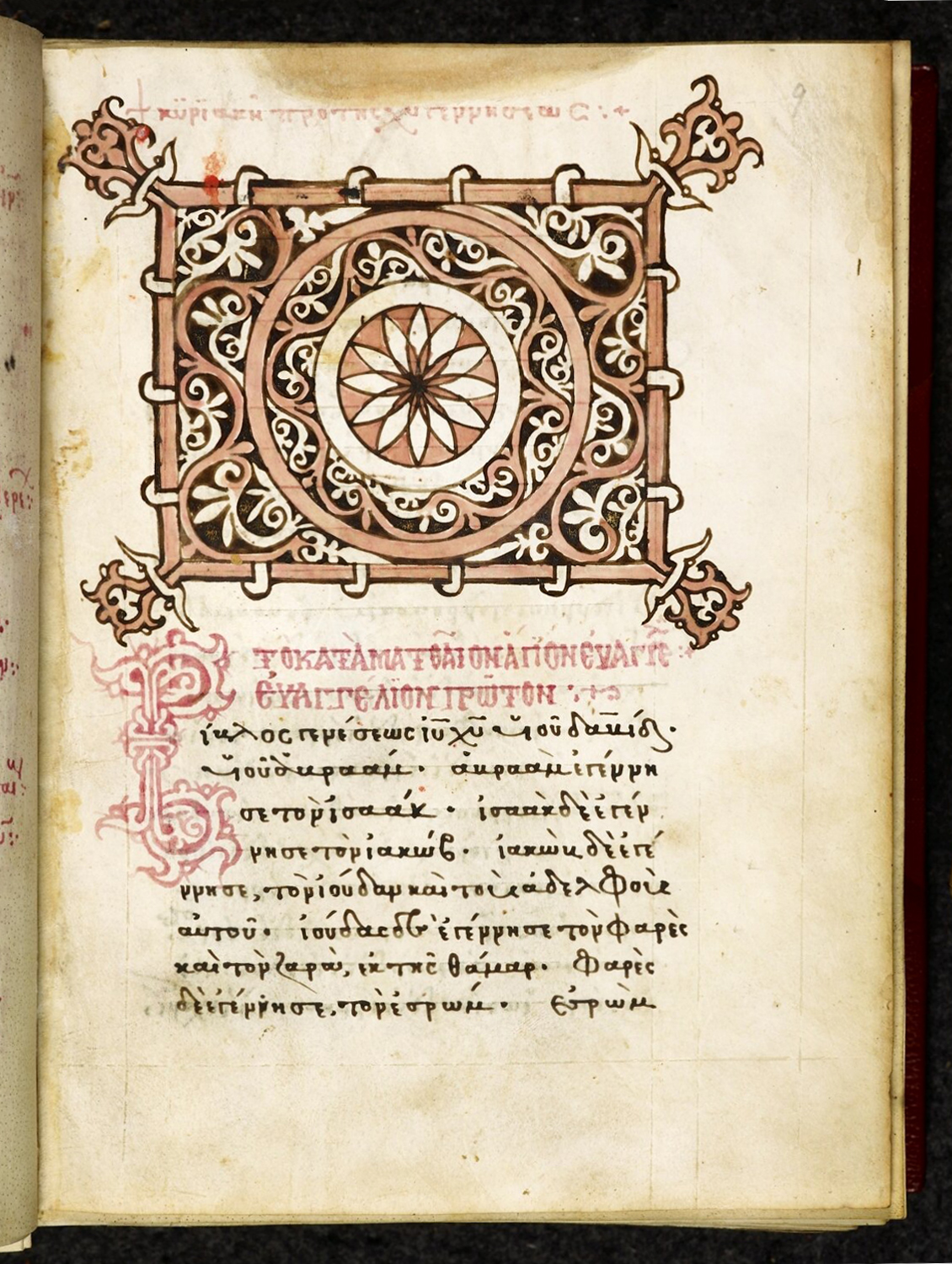
Minuskel 447
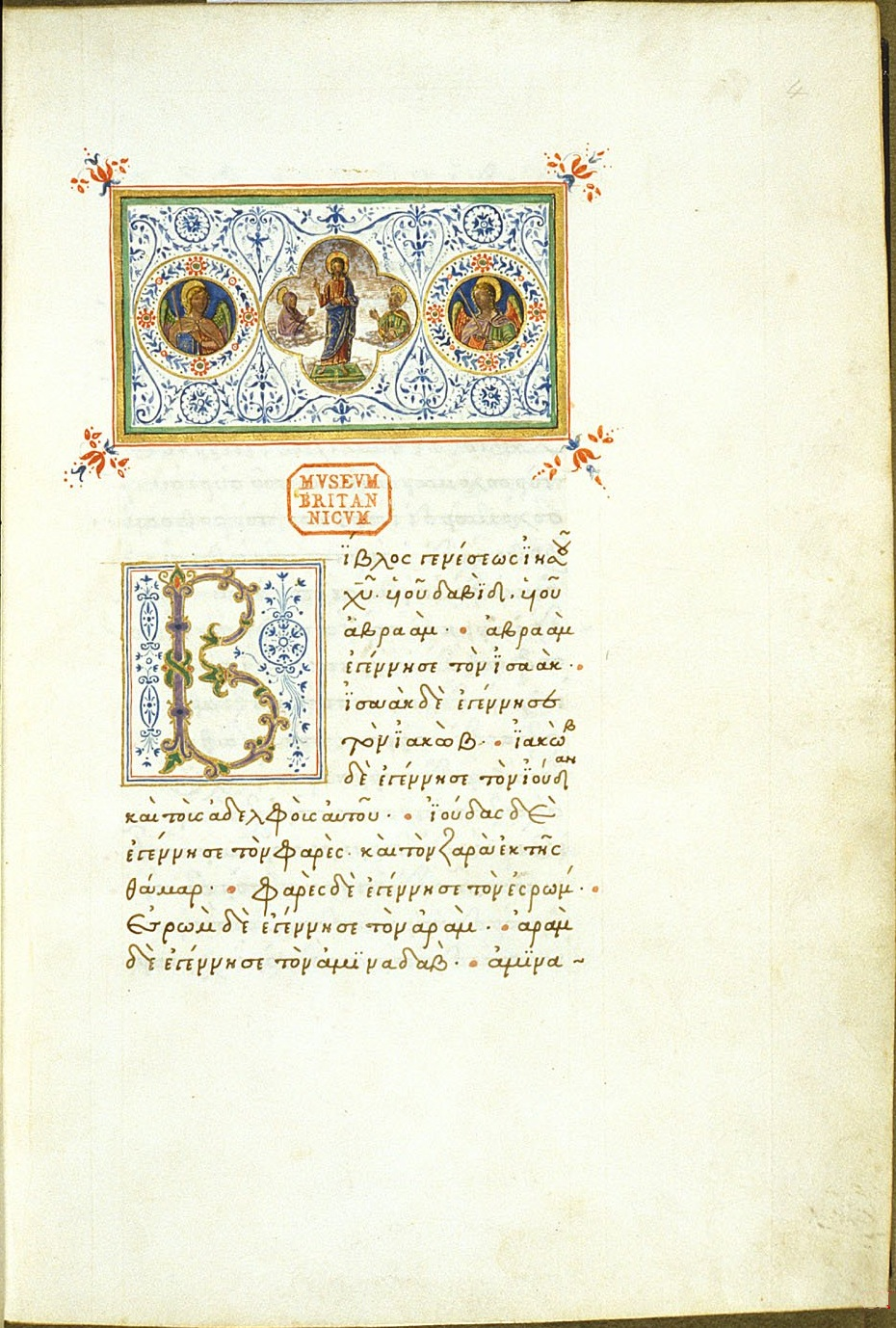
Minuskel 448
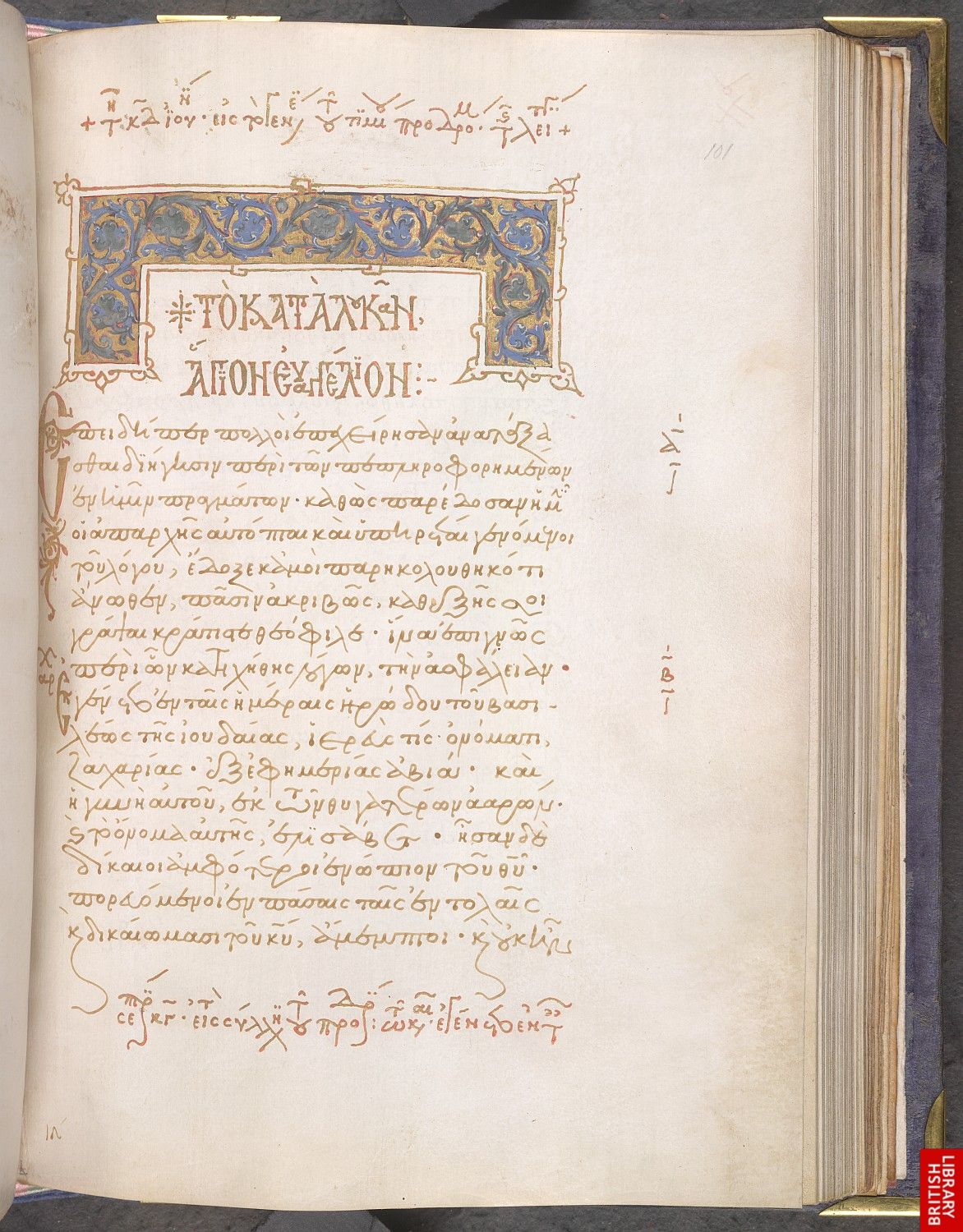
Minuskel 480
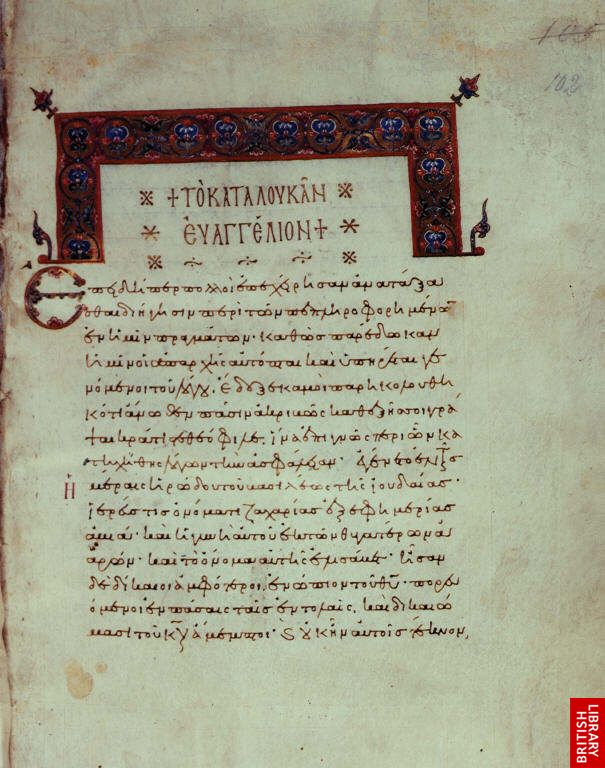
Minuskel 481
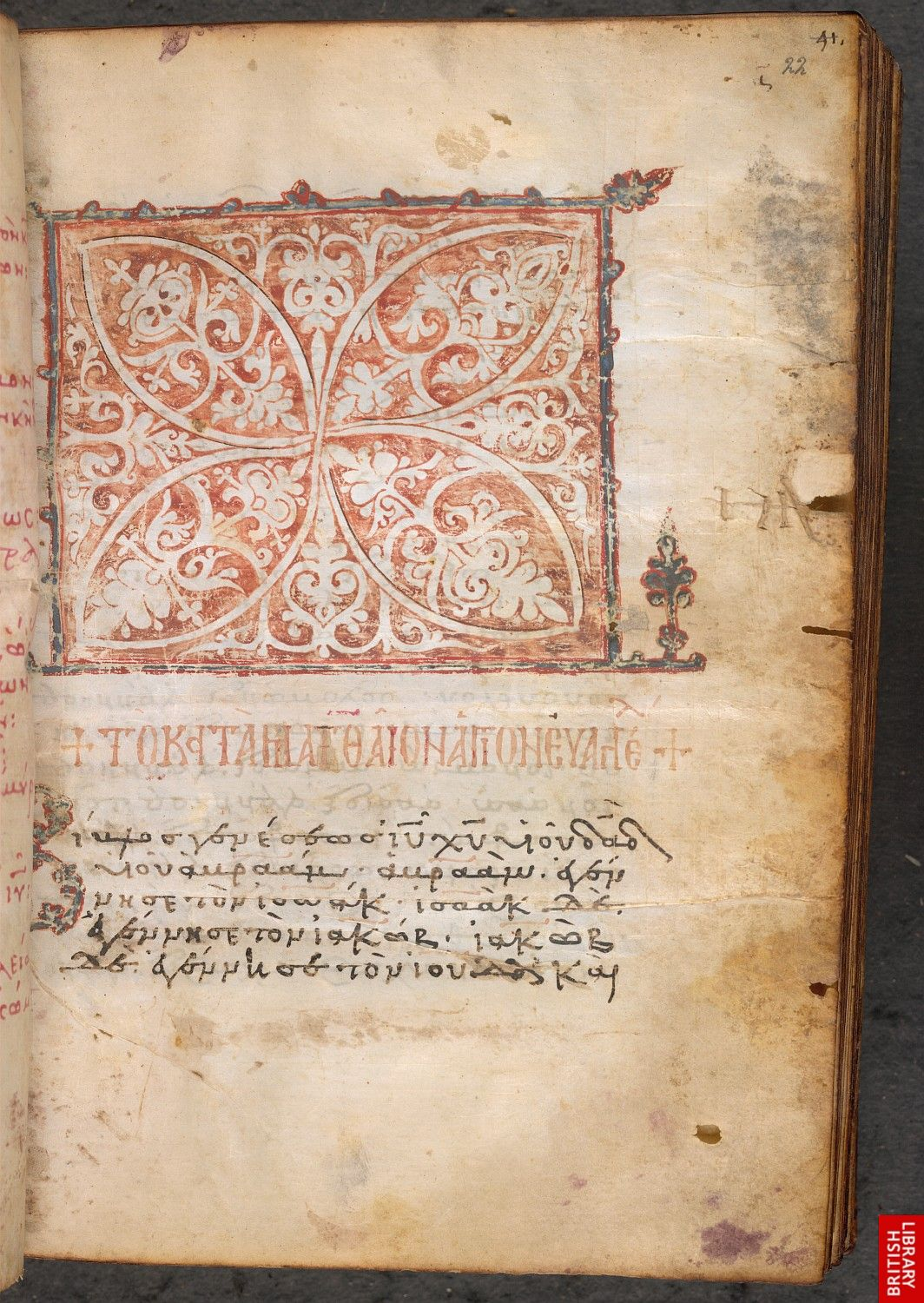
Minuskel 485
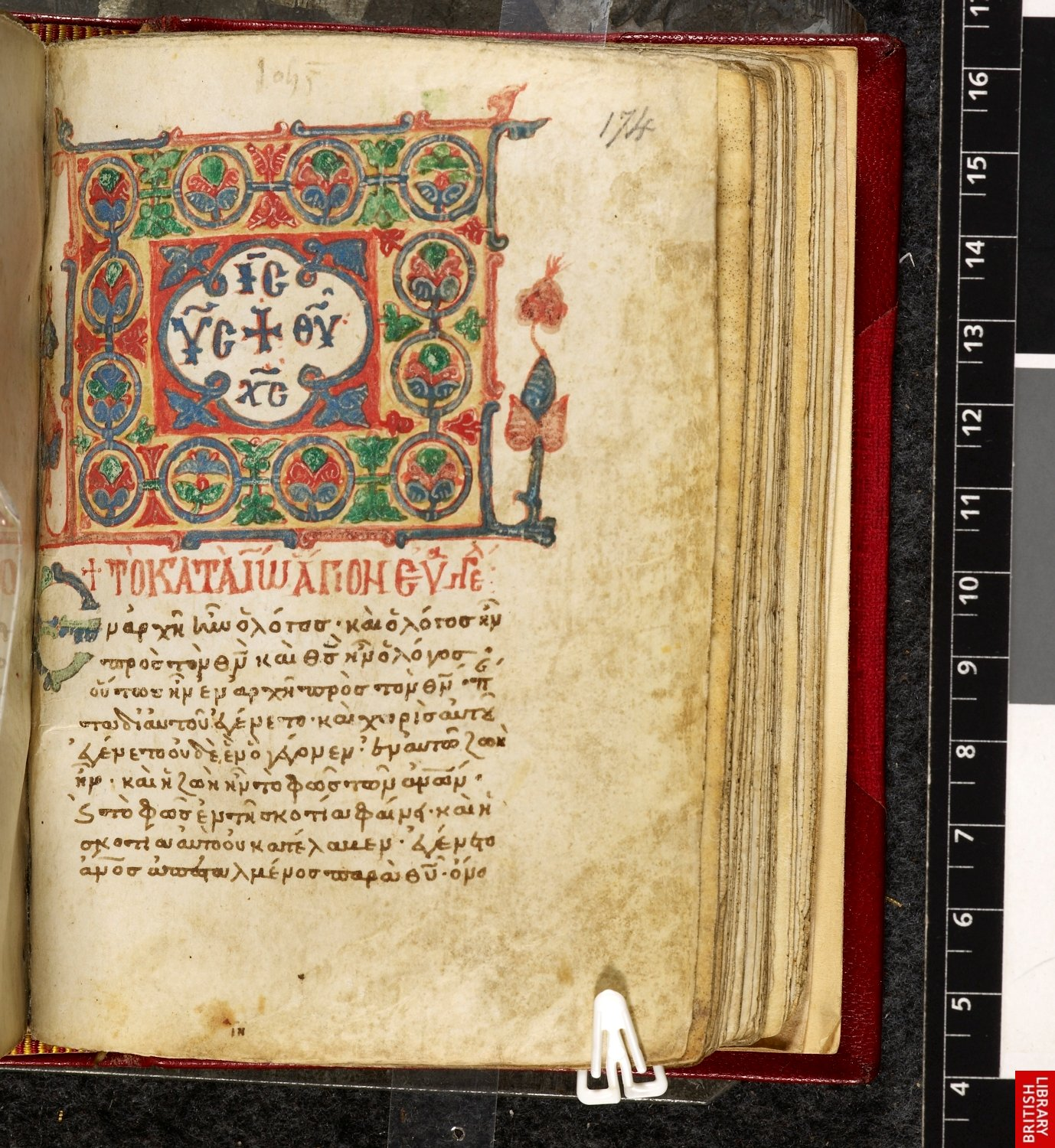
Minuskel 505
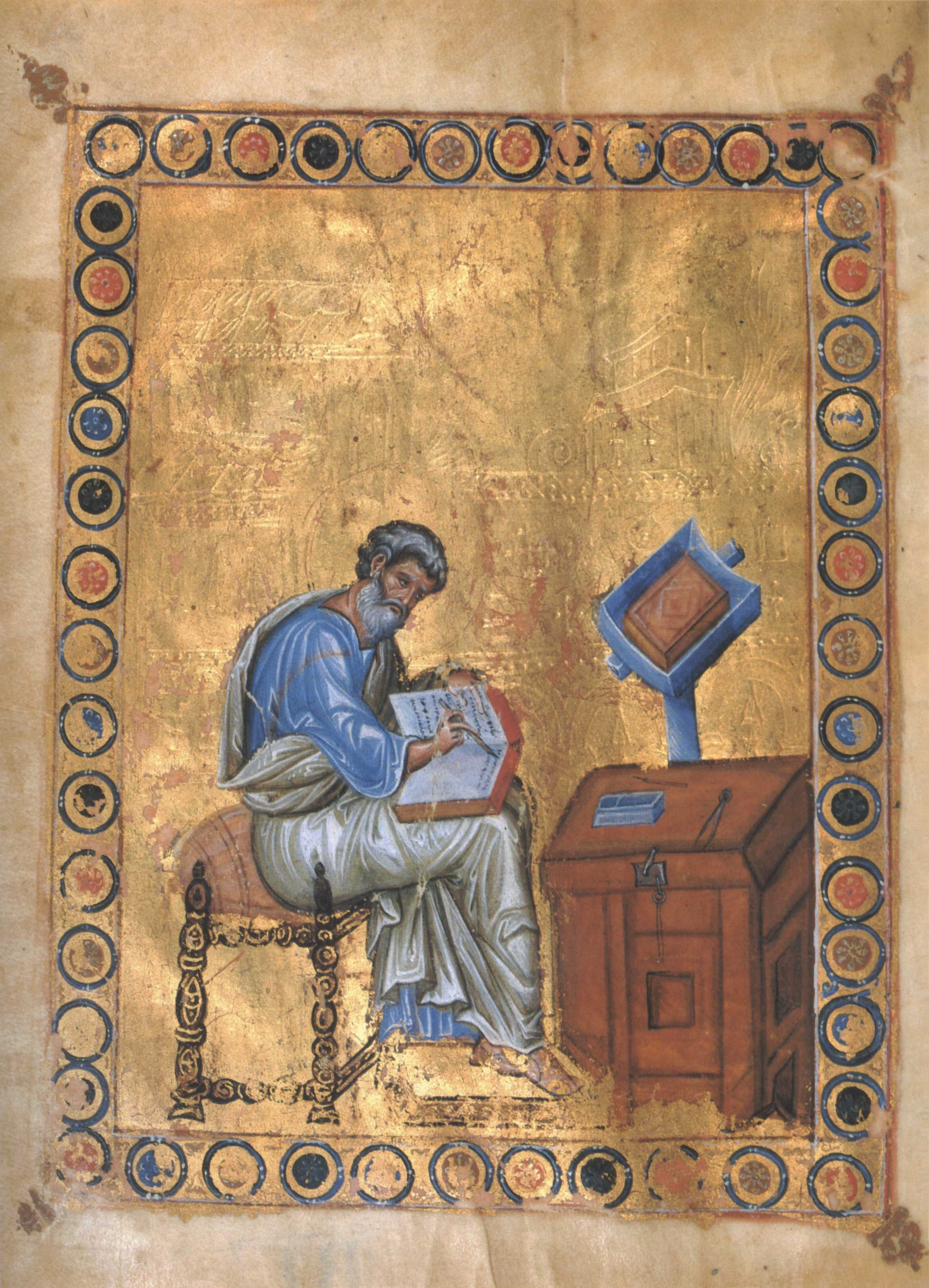
Minuskel 585
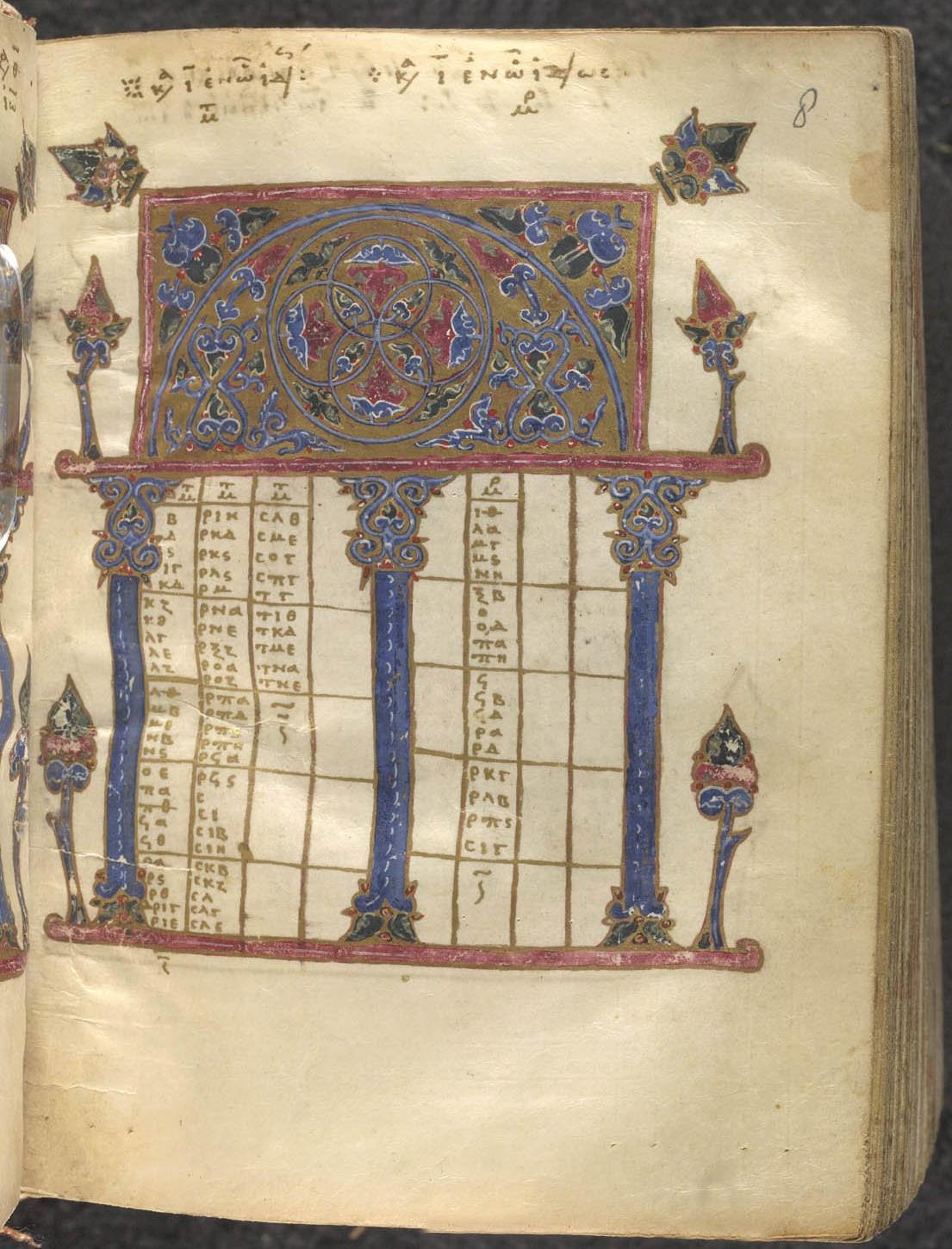
Minuskel 700
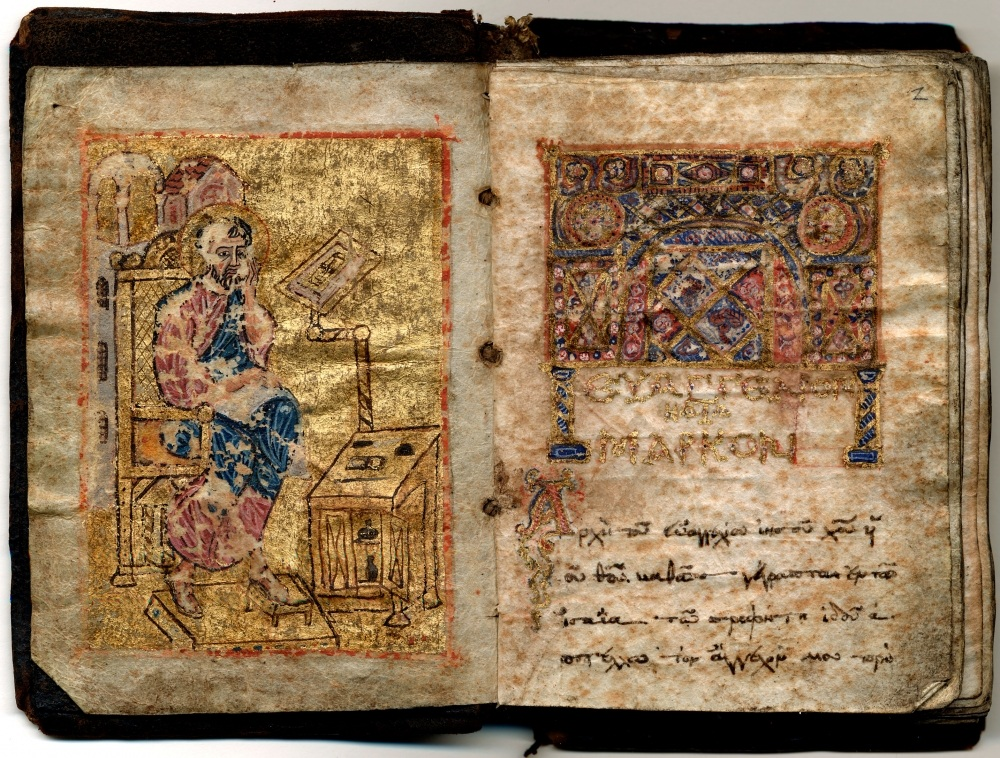
Minuskel 2427 (Fälschung)